# Dourdain
Dourdain est une commune française située dans le département d'Ille-et-Vilaine, en région Bretagne.

## Géographie

### Situation
Dourdain est l'une des 333 communes d'Ille-et-Vilaine.
Elle est située à 36 km au nord-est de Rennes, à 30 km au sud-ouest de Fougères et à 20 km de au nord-ouest de Vitré.
Elle se trouve dans l'aire d'attraction de Rennes, la zone d'emploi de Vitré et le bassin de vie de Saint-Aubin-du-Cormier.

### Communes limitrophes
Les communes limitrophes sont La Bouëxière, Liffré, Livré-sur-Changeon et Val-d'Izé.

### Géologie et relief
Le territoire communal a une surface de 13,80 km2.
Les altitudes varient de 111 mètres pour le point culminant (entre le bourg et le hameau de la Corblais) au centre-nord du territoire communal, et 53 mètres (à la confluence de la Veuvre et du ruisseau de la Barbotais, à l'extrême ouest du finage communal. Le bourg avoisine les 80 mètres d'altitude.

### Hydrographie
Pour un article plus général, voir Réseau hydrographique d'Ille-et-Vilaine.
La commune est située dans le bassin Loire-Bretagne. Elle est drainée par la Veuvre, la Barbotais, le ruisseau de la Fontaine de la cibonnière,,.
La Veuvre (affluent de rive droite de la Vilaine) limite au nord le territoire  communal, traversé par le ruisseau de la Barbotais (affluent de la Veuvre), dont le ruisseau de Chevré forme la limite sud et le ruisseau de la Fontaine de la Cibonnière (tous deux affluents du ruisseau de la Barbotais) la limite est,. 
La Barbotais, d'une longueur de 13 km, prend sa source dans la commune de Val-d'Izé et se jette  dans la Veuvre à La Bouëxière, après avoir traversé trois communes.

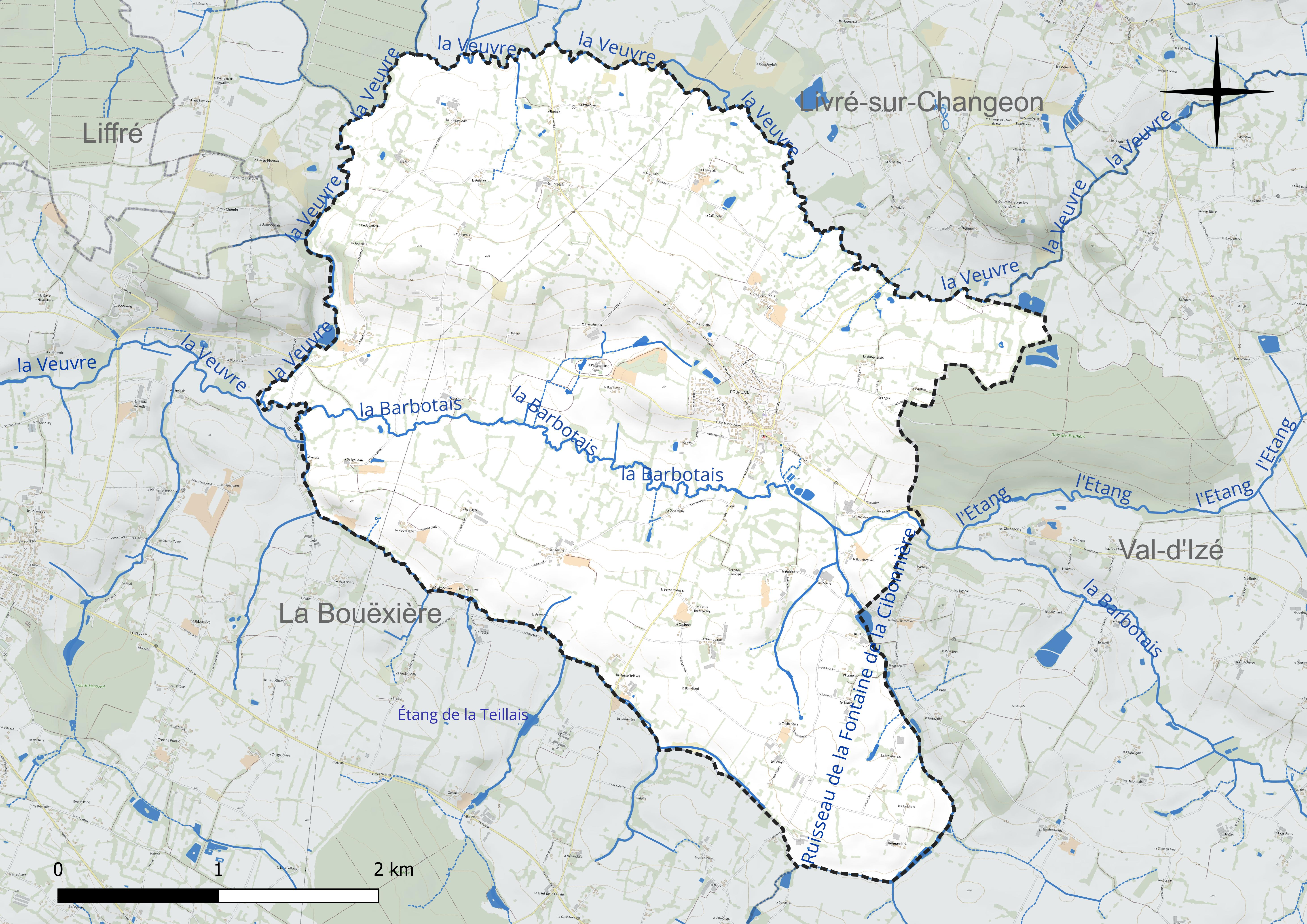
Réseau hydrographique de Dourdain.

### Climat
Pour des articles plus généraux, voir Climat de la Bretagne et Climat d'Ille-et-Vilaine.
En 2010, le climat de la commune est de type climat océanique altéré, selon une étude du CNRS s'appuyant sur une série de données couvrant la période 1971-2000. En 2020, Météo-France publie une typologie des climats de la France métropolitaine dans laquelle la commune est exposée à un climat océanique et est dans la région climatique Bretagne orientale et méridionale, Pays nantais, Vendée, caractérisée par une faible pluviométrie en été et une bonne insolation. Parallèlement l'observatoire de l'environnement en Bretagne publie en 2020 un zonage climatique de la région Bretagne, s'appuyant sur des données de Météo-France de 2009. La commune est, selon ce zonage, dans la zone « Sud Est », avec des étés relativement chauds et ensoleillés.
Pour la période 1971-2000, la température annuelle moyenne est de 11,3 °C, avec une amplitude thermique annuelle de 13 °C. Le cumul annuel moyen de précipitations est de 791 mm, avec 12,9 jours de précipitations en janvier et 7,4 jours en juillet. Pour la période 1991-2020, la température moyenne annuelle observée sur la station météorologique la plus proche, située sur la commune de Fougères à 22 km à vol d'oiseau, est de 11,9 °C et le cumul annuel moyen de précipitations est de 939,1 mm,. Pour l'avenir, les paramètres climatiques de la commune estimés pour 2050 selon différents scénarios d'émission de gaz à effet de serre sont consultables sur un site dédié publié par Météo-France en novembre 2022.

### Transports
Dourdan est desservi par des routes départementales d'importance secondaire qui se croisent dans le bourg : la D 112 (vers le nord-est en direction de Livré-sur-Changeon) et vers le sud-ouest en direction de la D 106 ; la D 528 qui côté sud-est va vers le Val-d'Izé et vers le nord-est vers Chevré et La Bouëxière.

### Paysages
La commune présente un paysage de bocage avec un habitat dispersé formé de hameaux (appelés localement "villages") et de fermes isolées (une cinquantaine d'écarts sont recensés).

## Urbanisme

### Typologie
Au 1er janvier 2024, Dourdain est catégorisée commune rurale à habitat dispersé, selon la nouvelle grille communale de densité à sept niveaux définie par l'Insee en 2022.
Elle est située hors unité urbaine. Par ailleurs la commune fait partie de l'aire d'attraction de Rennes, dont elle est une commune de la couronne,. Cette aire, qui regroupe 183 communes, est catégorisée dans les aires de 700 000 habitants ou plus (hors Paris),.

### Occupation des sols

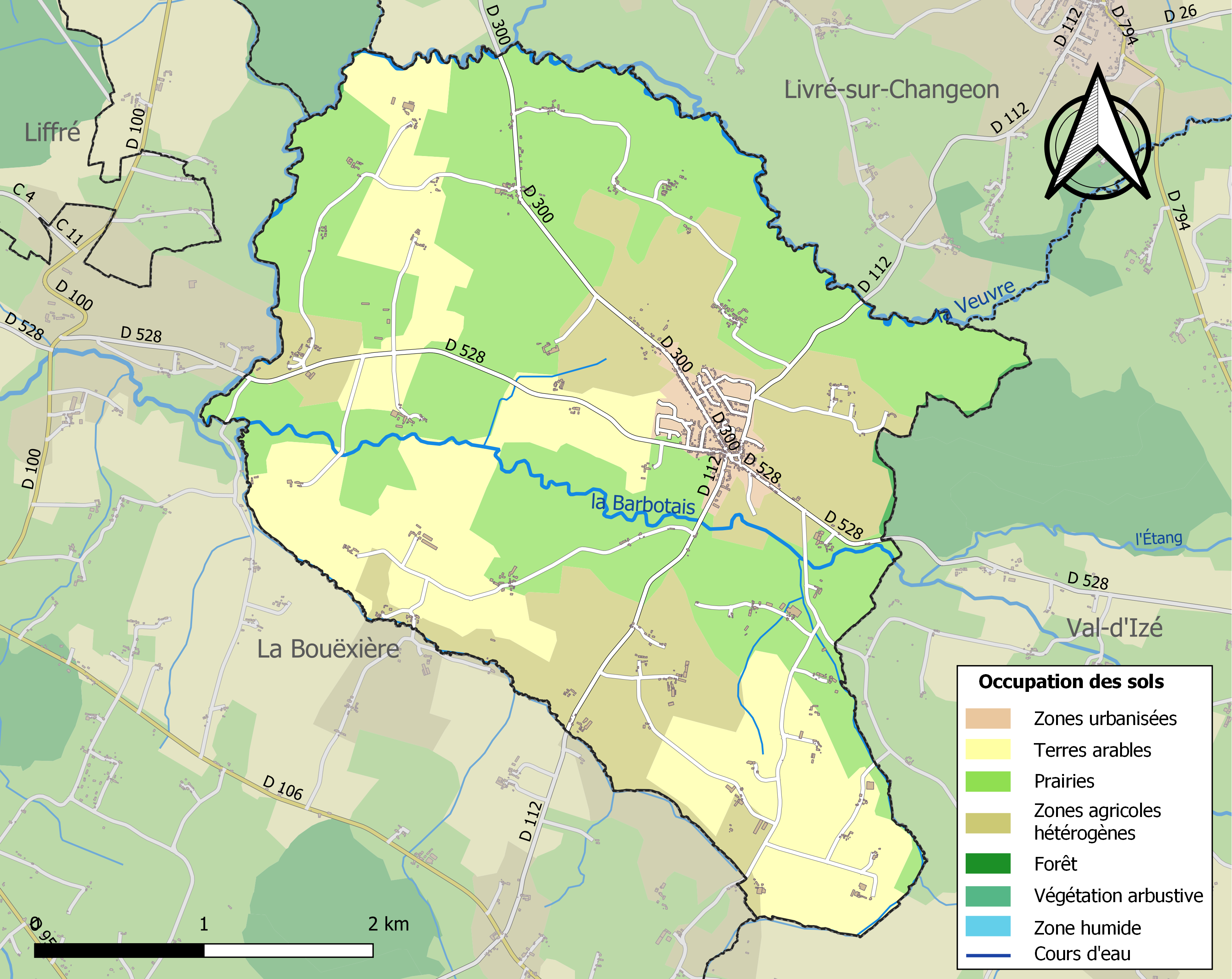
Carte des infrastructures et de l'occupation des sols de la commune en 2018 (CLC).

L'occupation des sols de la commune, telle qu'elle ressort de la base de données européenne d'occupation biophysique des sols Corine Land Cover (CLC), est marquée par l'importance des territoires agricoles (97,1 % en 2018), en diminution par rapport à 1990 (97,9 %). La répartition détaillée en 2018 est la suivante : 
prairies (47,2 %), terres arables (26,4 %), zones agricoles hétérogènes (23,5 %), zones urbanisées (2,7 %), forêts (0,2 %). L'évolution de l'occupation des sols de la commune et de ses infrastructures peut être observée sur les différentes représentations cartographiques du territoire : la carte de Cassini (XVIIIe siècle), la carte d'état-major (1820-1866) et les cartes ou photos aériennes de l'IGN pour la période actuelle (1950 à aujourd'hui).

### Habitat et logement
En 2020, le nombre total de logements dans la commune était de 512, alors qu'il était de 466 en 2015 et de 418 en 2010.
Parmi ces logements, 88,5 % étaient des résidences principales, 2,5 % des résidences secondaires et 9 % des logements vacants. Ces logements étaient pour 98 % d'entre eux des maisons individuelles et pour 1,6 % des appartements.
Le tableau ci-dessous présente la typologie des logements à Dourdain en 2020 en comparaison avec celle d'Ille-et-Vilaine et de la France entière. Une caractéristique marquante du parc de logements est ainsi la faible proportion des résidences secondaires et logements occasionnels (2,5 %) par rapport au département (7,2 %) et à la France entière (9,7 %).
| Typologie                                               | Dourdain | Ille-et-Vilaine | France entière |
| ------------------------------------------------------- | -------- | --------------- | -------------- |
| Résidences principales (en %)                           | 88,5     | 86,3            | 82,1           |
| Résidences secondaires et logements occasionnels (en %) | 2,5      | 7,2             | 9,7            |
| Logements vacants (en %)                                | 9        | 6,5             | 8,2            |

## Toponymie
Le nom de la localité est attesté sous les formes Dourdan au XIe siècle et Dorden en 1136.
Il s'agit d'un type toponymique gaulois ou pré-gaulois basé sur un thème *dord- de sens obscur. Cette racine est identifiée dans la toponymie et l'hydronymie de la France cf. Dourdan (Essonne, Dordincum en 956) ; Dordives (Loiret, *Dordiva).
Comme le montre la forme la plus ancienne de Dourdain, Dourdan au XIe siècle, il est probable qu'il s'agisse du même type toponymique que Dourdan (Essonne, Dordincum en 956), c'est-à-dire Dord-incum, le suffixe -incum (-inco) ayant régulièrement abouti à la terminaison -an, évoluée par la suite en -ain dans le cas de Dourdain (cf. panem > pan> pain, etc.).
En gallo, langue traditionnelle des habitants de Dourdain, la commune est appelée Dourdin.
La forme bretonne proposée par l'Office public de la langue bretonne est Dourdan.

## Histoire

### Préhistoire
Des traces d'occupation néolithiques ont longtemps subsisté : l'inventaire du patrimoine cite un tumulus existant « au début du siècle » au Haut-Sérigné ou Haut-Ligné, Les mégalithes du département d'Ille-et-Vilaine mentionne des menhirs à La Bédouannerie, sur le coteau de la Veuvre, détruits au XIXe siècle.

### Moyen Âge
La fiche d'inventaire du patrimoine indique que la paroisse existe dès le XIIe siècle ; son existence en 1180 est attestée par un accord signé grâce à la médiation des abbés de Saint-Aubin et de Saint-Serge d'Angers entre Théobald, recteur de Dourdain et le prieuré d'Izé à propos des dîmes.
Une léproserie existait à Dourdain au Moyen Âge, dont l'emplacement est inconnu ; en 1791 on vendit comme bien national le « Pré de la maladrie » faisant partie du pourpris de la cure de Dourdain, cela indique qu'il y avait jadis une maladrerie à Dourdain.

### Temps modernes

#### La vie de la paroisse
Les comptes des trésoriers de la paroisse de Dourdain entre 1482 et 1594, ainsi qu'une partie de ceux du XVIIe siècle, ont été conservés ; ils montrent entre autres les dépenses liées aux processions : celles-ci étaient longues, les paroissiens allant en cortège jusqu'à Notre-Dame du Bon-Secours à Izé, Saint-Pierre de Marpiré, Notre-Dame de Livré chaque année, mais aussi parfois jusqu'à Vitré, Saint-Aubin-du-Cormier, La Bouëxière, au Bourgneuf en Izé et même, en 1634, jusqu'à Rennes.
L'église Saint-Pierre de Dourdain datait des XVe siècle et XVIe siècle ; son chœur fut reconstruit en 1710 et l'on tranféra le clocher, qui était au milieu de la nef, au bas de celle-ci. La nef était accostée de trois chapelles : Notre-Dame de Recouvrance, dite du Plessis-Pillet ; Saint-Paul, dite de la Normandais ; Saint-Nicolas, dite aussi des Paroissiens car c'est dans celle-ci que se réunissait le général de la paroisse.
Le seigneur de Sérigné (Sérigné est à cheval sur Liffré et La Bouëxière ) disposait du droit de supériorité d'église ; après lui venaient les seigneurs du Plessis Dourdain (reconnu comme seigneur fondateur), du Plessis-Pillet et de la Normandais.
Le 12 mai 1743 le général de Dourdain approuva la construction d'une chapelle à la Giolais, celle-ci devant servir de station lors des processions. Elle fut placée sous le vocable de Notre-Dame de Toutes-Aides, devint une chapelle frairienne, dédiée par la suite à Notre-Dame-des-Sept-Douleurs.

#### Le Plessis-Pillet
Le Plessis-Pillet était une châtellenie relevant en juveignerie de Sérigné [en La Bouëxière] (très anciennement c'était au seigneur de Sérigné qu'appartenait le droit de supériorité en l'église de Dourdain, la chapellenie primitive ne formant qu'un seul bénéfice avec celle de Saint-Étienne de La Bouëxière, le culte étant organisé alternativement dans ces deux lieux de culte), laquelle tomba au XVe siècle entre les mains de la famille de Montbourcher, seigneur du Bordage [en Ercé-près-Liffré] (les Montbourcher y possédaient armoiries, prééminences et enfeu). Sur le porche de l'ancienne église de Dourdain se voyaient les écussons des Montbourcher (ils ont été replacés au-dessus de la porte d'entrée de la nouvelle église).
Durant les guerres de Religion, la paroisse et le château du Plessis-Pillet (qui appartient depuis le XIIIe siècle aux Montbourcher, devenus à l'époque l'une des grandes familles protestantes bretonnes) sont pillés par les ligueurs au retour du siège de Vitré en 1590 par les troupes du duc de Mercœur.
Vers 1564 François Bouan se marie avec Gabrielle de Montbourcher. Le testament de Jan Bouan en 1603 l'indique entre autres comme seigneur de Tizé (en Thorigné-Fouillard) et du Plessis-Pillet. En 1639, Paul Bouan, seigneur de Châteaubourg et du Plessis-Pillet est indiqué comme étant « seigneur patron et fondateur de l'église et du presbytère de Dourdain ; il avait droit aux prières nominales après le seigneur de Sérigné ». par mariage le Plessis-Pillet passe au XVIIe siècle aux mains de la famille Denyau, seigneurs du Cange, qui l'unirent à celle de Châteaubourg quand celle-ci fut érigée en comté en 1677.

#### Les autres manoirs
Paul Banéat cite, outre celui du Plessis-Pillet, 7 autres manoirs à Dourdain, la plupart mentionnés au XVIe siècle :
- Le manoir du Plessix Dourdain (dit aussi du Haut-Plessis), datant des XVe siècle et XVIe siècle, appartint aux Louvel (en 1513), aux Malenoë (en 1567) et Bouan (fin XVIe siècle) ; il a été détruit par un incendie en 1916.
- Le manoir de la Normandais dépendait de la seigneurie du Bordage (en Ercé-près-Liffré) ; il fut successivement la propriété des familles Le Roux, Raguenel (vers 1400), Botherel, d'Anville (1554), de la Porte (de 1637 à 1680), de la Belinaye (entre 1709 et 1789).
- Le manoir du Launay appartint en 1513 à la famille Yvette, seigneur du Boishamon, puis entre 1639 et la Révolution française à la famille Bouan, seigneur du Plessis-Pillet.
- Le manoir de la Barbotaye (Barbotais) appartenait en 1513 à la famille Botherel, seigneur d'Apigné ; en 1789 la famille de la Belinaye en était propriétaire.
- Le manoir de la Fauvelais date du XVIe siècle ; il appartint entre 1580 et 1649 à la famille Vallée.
- Le manoir de la Saligondais appartenait en 1513 à la famille Racine ; il fut par la suite la propriété des seigneurs du Bertry (en La Bouëxière).
- Le manoir de la Basse-Teillais[35].

#### Dourdain auXVIIIesiècle

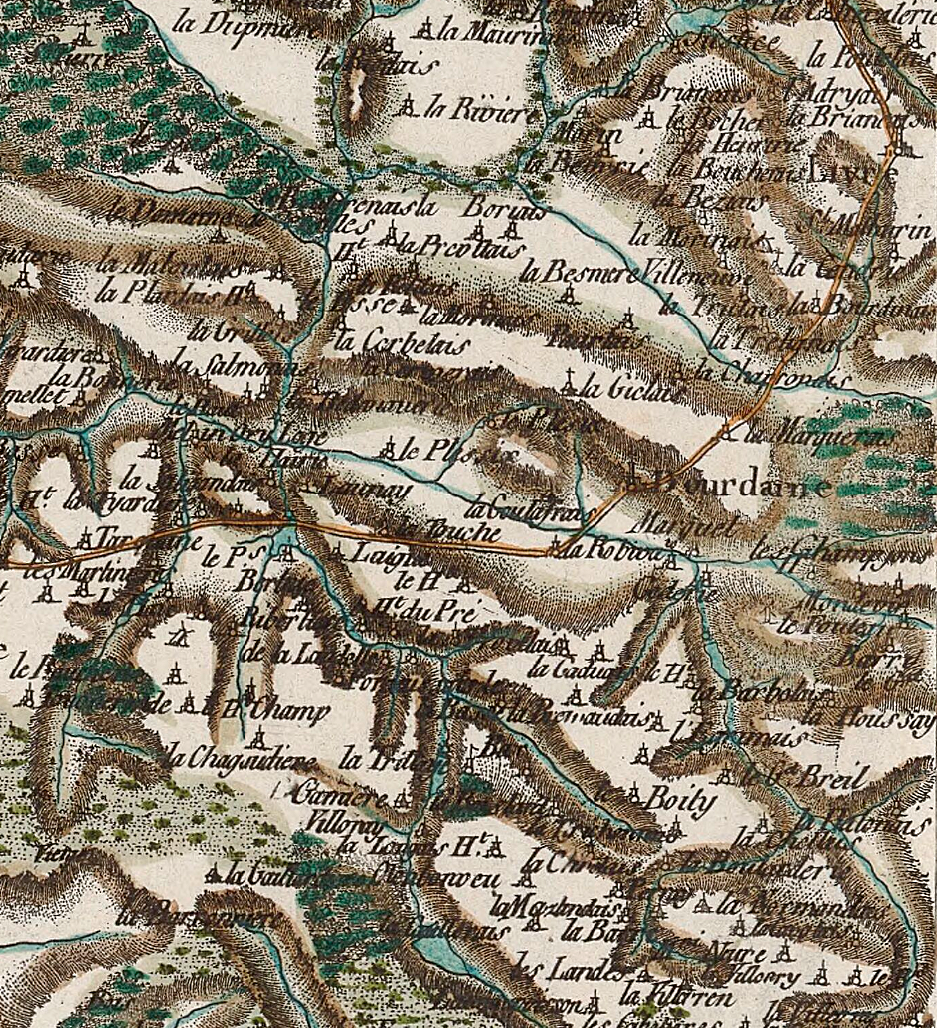
Carte de Cassini de la paroisse de Dourdain et de ses environs (1803).

Jean-Baptiste Ogée décrit ainsi Dourdain en 1778 :

« Dourdain, à six lieues à l'Est-Nord-Est de Rennes, son évêché, et à une lieue et ½ de Saint-Aubin-du-Cormier, sa subdélégation et son ressort. Cette paroisse, fondée (...) par les seigneurs du Bordage, compte 900 communiants. La cure est à l'alternative. Son territoire est un pays plat, couvert d'arbres et de buissons, dont les terres sont assez bonnes. On y voit des prairies, des landes et des arbres qui rapportent beaucoup de fruits ; deux maisons nobles, savoir la Normandais, moyenne justice, à M. de la Teillaye, et le Plessis-Pillet, moyenne justice à M. de la Celle de Châteaubourg,. »

René-Dominique Dubourg, chanoine honoraire de Champeaux et précédemment aumônier de l'ambassade de France en Suède fut pourvu de la cure de Dourdain le 27 novembre 1783 et resta en place jusqu'à la Révolution française.

### Révolution française et Empire
La population de la commune, qui devient chef-lieu de canton lors de la Révolution française en 1793 (ce qui provoqua la colère des habitants de La Bouëxière qui n'acceptèrent pas le rattachement de leur commune à ce canton), est favorable aux changements apportés par la Révolution française, surtout après la fin de la Terreur. La principale fête révolutionnaire est celle célébrant l'anniversaire de l'exécution de Louis XVI, accompagnée d'un serment de haine à la royauté et à l'anarchie, fêtée à partir de 1795.
En octobre 1795 une troupe de 18 chouans commandés par Joseph du Boishamon fut surprise dans une ferme de la commune d'Izé par des gardes territoriaux de Dourdain et La Bouëxière au nombre d'une cinquantaine ; les Chouans firent feu pour sortir de la ferme et tuèrent deux gardes territoriaux, ce qui provoqua la fuite des autres alors qu'ils étaient bien supérieurs en nombre ; « les contingents territoriaux fournis par les paroisses de Livré, Dourdain, La Bouëxière, Mecé, Châteaubourg étaient fort mauvais pour les combats en rase campagne, mais ils surprenaient quelques royalistes isolés, se livraient à de fréquents pillages et tenaient dans de perpétuelles inquiétudes la portion de l'arrondissement de Vitré dans laquelle s'exerçait le commandement de Henri du Boishamon ».
La commune est prise d'assaut par les chouans lors du mois de novembre 1795.
Paul Sébillot écrit qu'on raconte à Dourdain, selon la tradition, les Chouans « coupaient les doigts des Bleus en se servant en guise de billot de la balustrade entourant l'autel » de l'église paroissiale.
En 1796, le général Hoche, poursuivi par l'armée vendéenne, aurait caché son argent et celui de ses hommes près de la chapelle de la Giolais ; il aurait été aperçu par une personne de Dourdain qui ne fit pas scrupule de s'emparer du trésor, mais le gaspilla rapidement.
En 1891 Dourdain est incorporé dans le canton de Liffré, cessant donc d'être un chef-lieu de canton.

### LeXIXesiècle

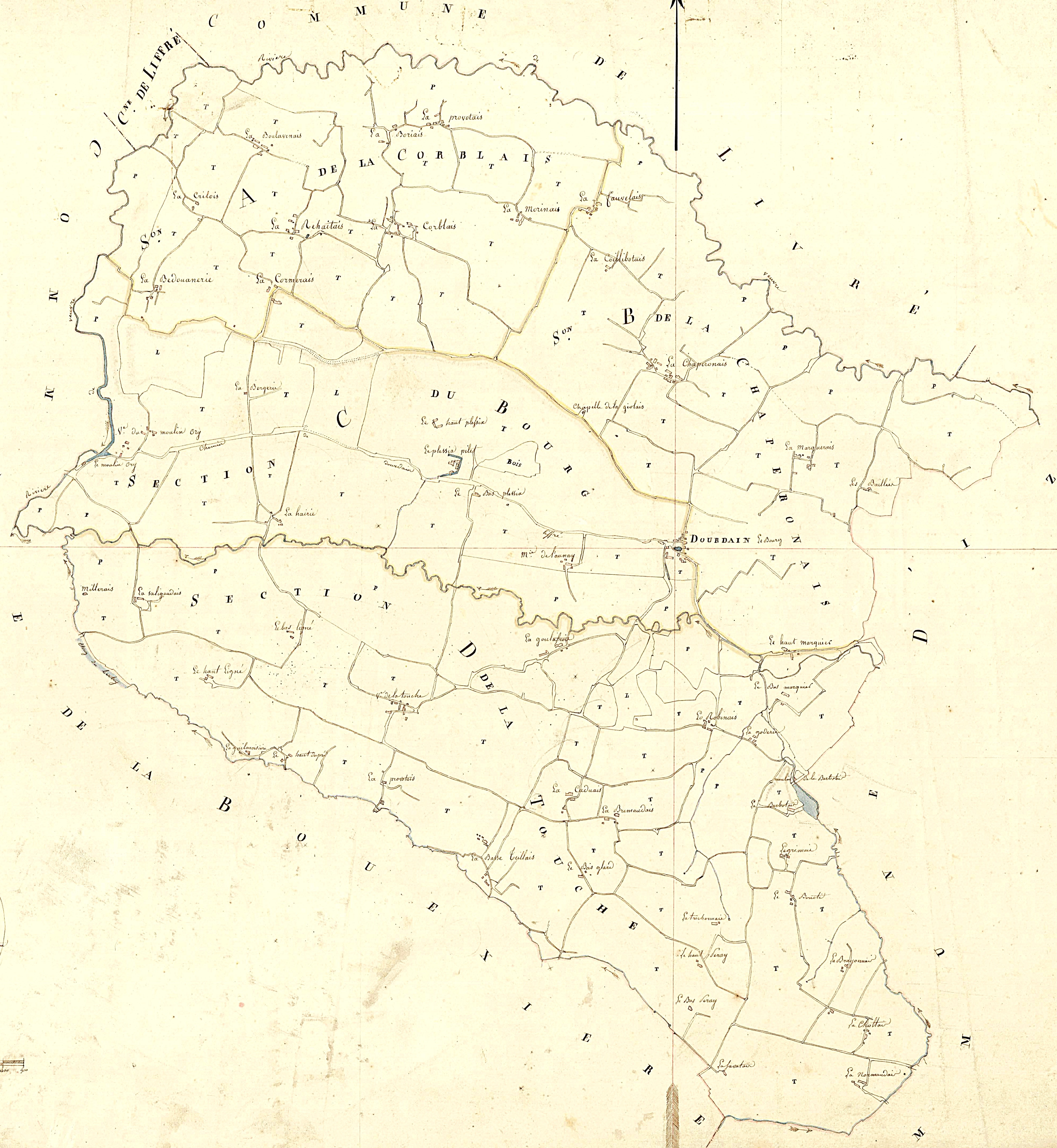
Dourdain ː plan cadastral de 1827 (tableau d'assemblage).

Nicolas Bryet, de Dourdain, fut condamné à mort et exécuté sur une place de Rennes le 22 juillet 1823 pour avoir assassiné sa maîtresse.
En 1836 les trois chapelles de l'église paroissiale furent rasées et remplacées par deux collatéraux, situés de part et d'autre de la nef. Entre 1882 et 1884 11 verrières furent réalisées par les ateliers Lecomte et Collin de Rennes.
Le comte de Châteaubourg, châtelain du Plessis-Pillet, est lieutenant de louveterie et maire de Dourdain.
Le cimetière, qui était autour de l'église, fut déplacé à son endroit actuel en 1851.
En 1851, le journal La Presse écrit :

« Les loups commencent à s'agiter dans les forêts enclavées entre les bourgs de La Bouëxière, Servon, Dourdain, Marpiré, Broons et Saint-Jean-sur-Vilaine, et la gendarmerie de Châteaubourg a déjà eu à constater de graves dégâts. Ces redoutables animaux paraissent jusqu'à présent sortir plus particulièrement de la forêt de la Corbière. Le 31 décembre [1850], un cheval et un poulain ont été dévorés sur le territoire de Saint-Jean, et une génisse sur celui de Broons. Les loups doivent être nombreux, car on entend beaucoup de hurlements dans les campagnes. On a rencontré, dans la commune de Broons, une louve et quatre louveteaux. »

A. Marteville et P. Varin, continuateurs d'Ogée, décrivent ainsi Dourdain en 1843 :

« Dourdain (sous l'invocation de saint Pierre, 29 juin) : commune formée par l'ancienne paroisse du même nom. (...) Principaux villages : la Corblais, la Chapronais, le Plessix-Pillet, la Touche, la Robinais, la Choltais, la Bedouannerie. Superficie totale : 1318 hectares, dont (...) terres labourables 966 ha, prés et pâtures 249 ha, vergers et jardins 11 ha, bois 4 ha, landes et incultes 93 ha (...). Moulins : 2 (Ory, la Barbotais, à eau). (...) Géologie : quartzite, schiste à 1 km au sud. On parle le français [en fait le gallo] »

Adolphe Joanne indique qu'en 1878 Dourdain, La Bouëxière et Livré ont des fabriques de vannerie. Des minières de fer, exploitées à ciel ouvert, alimentant le haut fourneau de Paimpont et l'usine de la Vallée à la Bouexière, une partie de la production du minerai de fer étant exportée vers l'Angleterre, furent exploités entre 1860 et 1884 à Dourdain.
Le pourvoi intenté par le maire de Dourdain contre une décision du Conseil départemental d'Ille-et-Vilaine s'opposant l'ouverture d'une école privée par sœur Marie-Hilaire est rejeté en décembre 1891 par le Conseil supérieur de l'instruction publique.

### LeXXesiècle

#### La Belle Époque

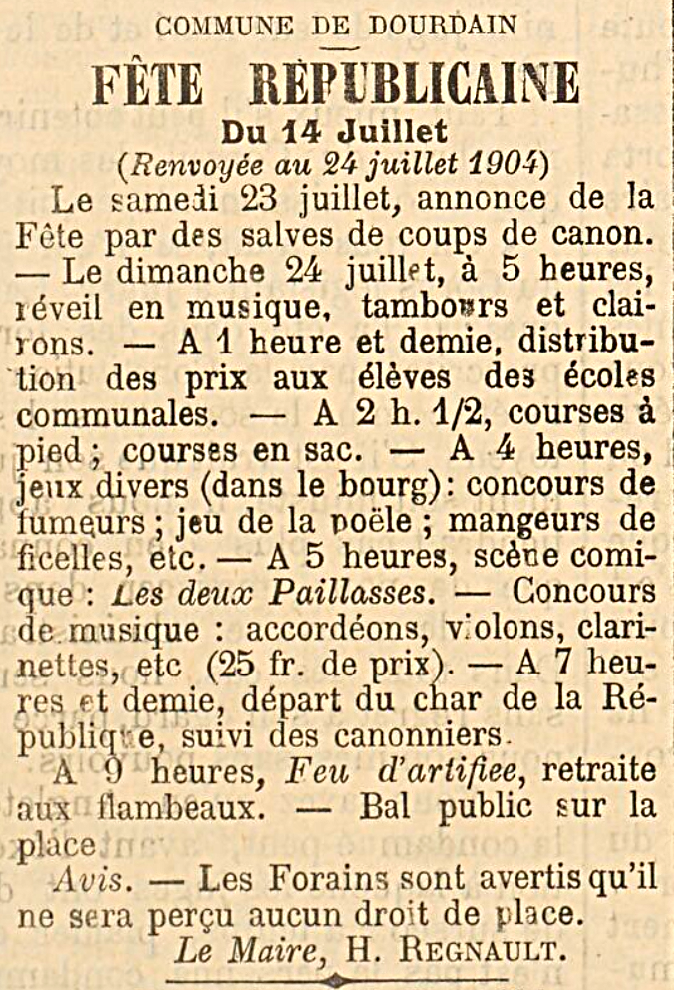
Dourdain ː le programme de la fête républicaine organisée en juillet 1914 (journal La Dépêche bretonne du 24 juillet 1914).

Par un  décret du Président de la République en date du 1er septembre 1909 les biens ayant appartenu à la fabrique et à la mense succursale de l'église de Dourdain et placés sous séquestre sont attribués à la commune de Dourdain. Par un autre décret signé le même jour la ferme de la Chaperonnais qui, suite à un legs, appartenait à la fabrique de l'église de Dourdain, est attribué à la commune de Dourdain sous réserve de conserver son affectation scolaire.

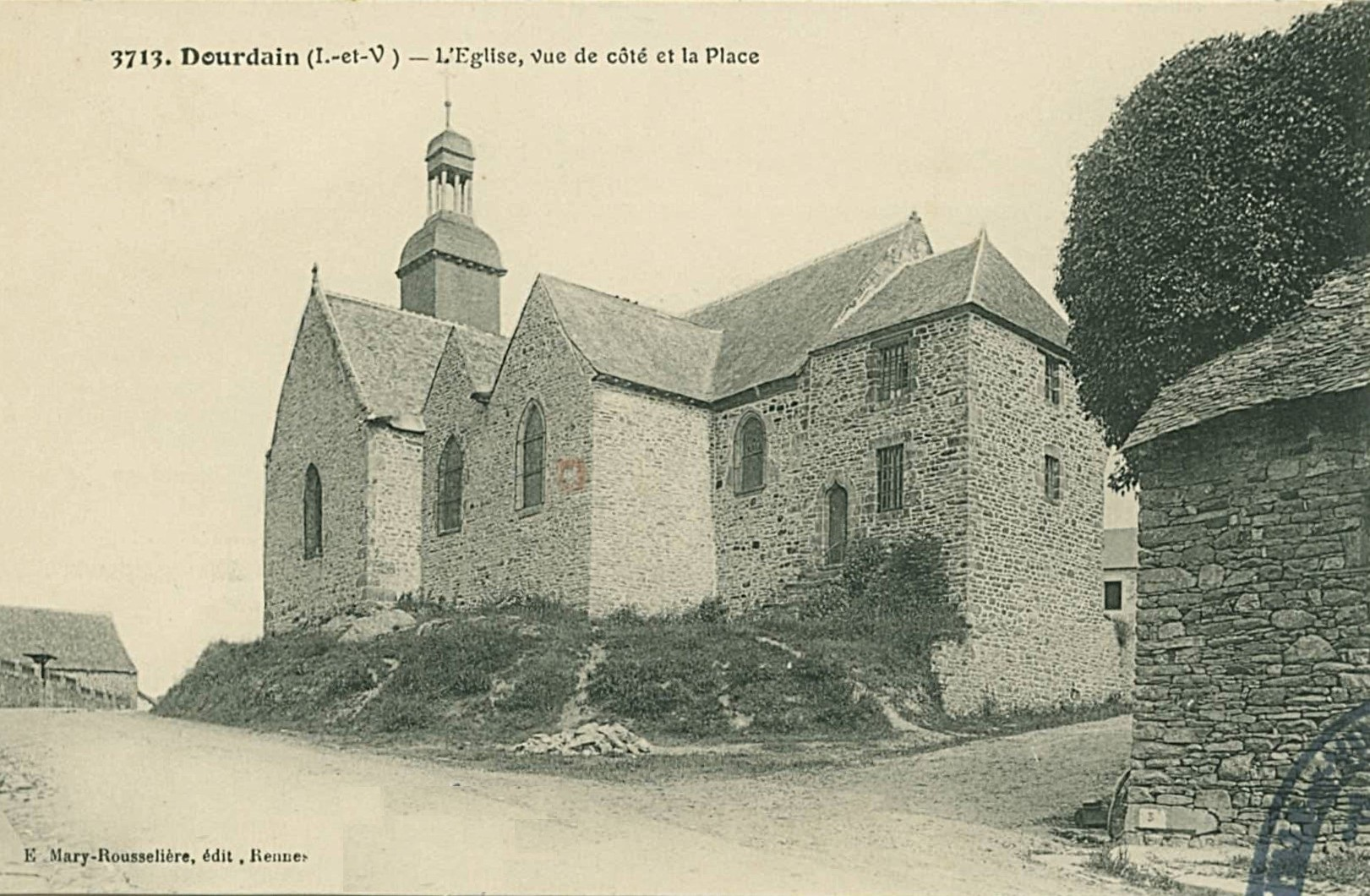
L'église paroissiale au début du XXe siècle, vue extérieure d'ensemble (carte postale).
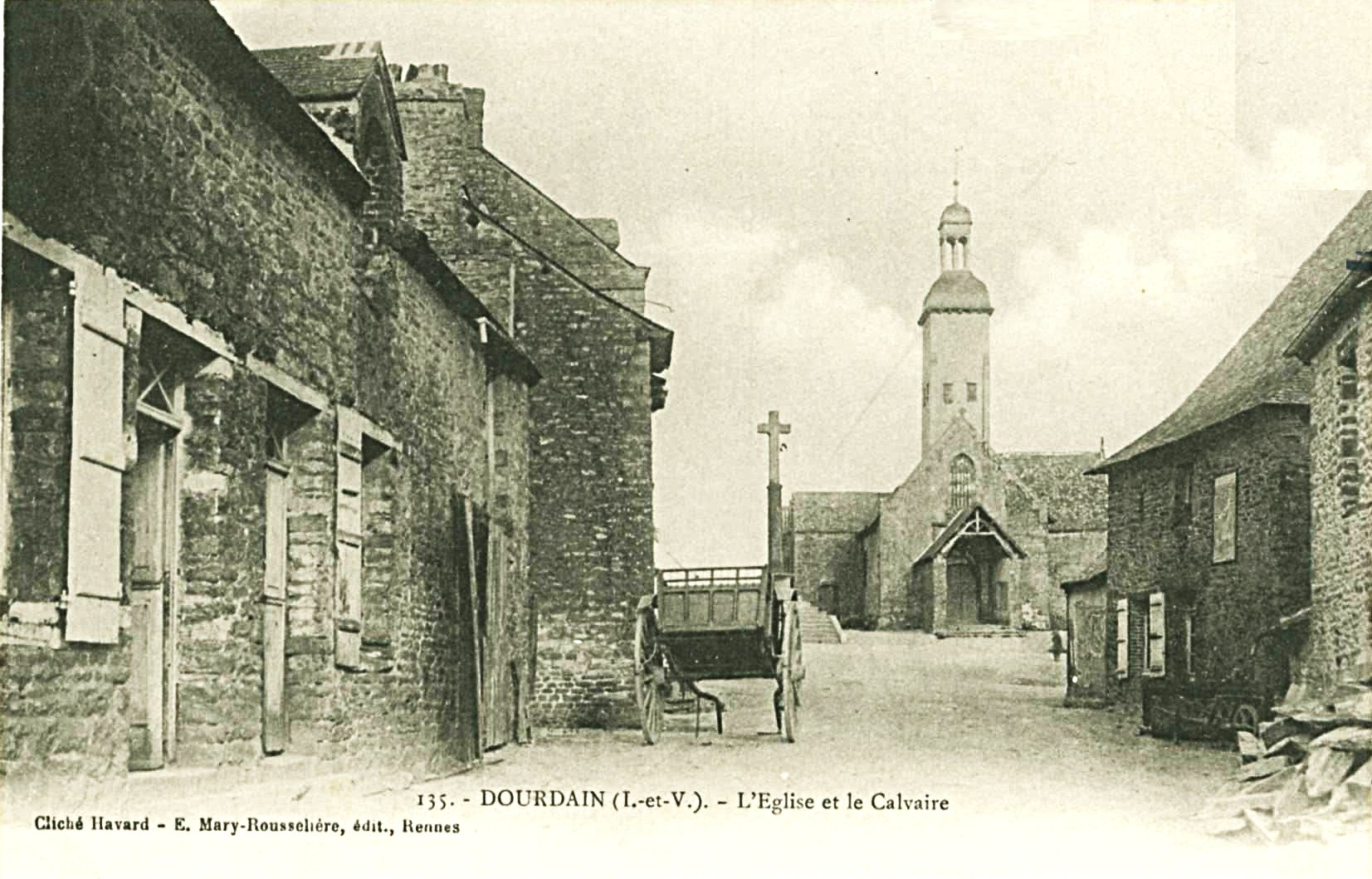
L'église paroissiale et le calvaire au début du XXe siècle (carte postale).
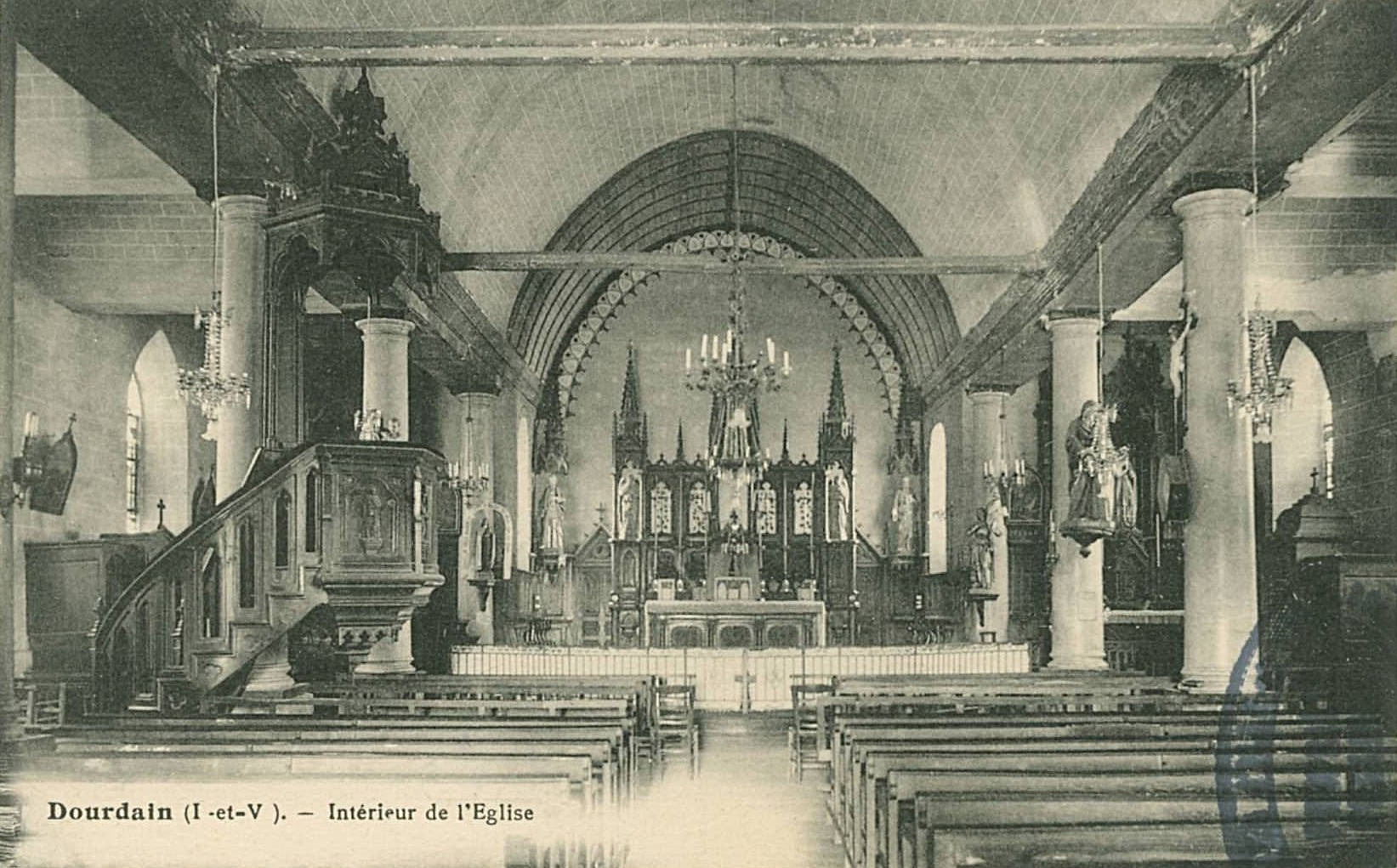
Vue intérieure de l'église paroissiale au début du XXe siècle (carte postale).
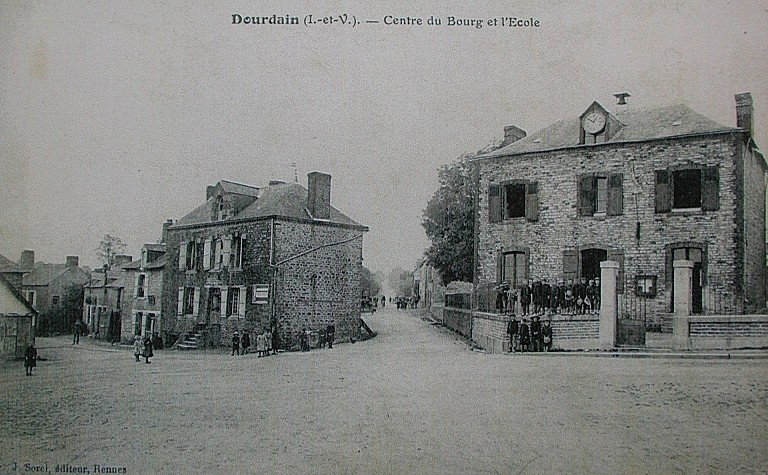
École et mairie au début du XXe siècle (carte postale).

Un bureau téléphonique ouvre à Dourdain le 1er octobre 1912.

#### La Première Guerre mondiale
Le monument aux morts de Dourdain porte les noms de 31 soldats morts pour la France pendant la Première Guerre mondiale : parmi eux, deux au moins (François Chesnais, Eugène Riaudel) sont morts en Belgique ; la plupart des autres sont décédés sur le sol français. Pierre Rocher a été décoré de la Médaille militaire et de la Croix de guerre ; Joseph Boucherie, Aimé Guérin et Francis Lecoq,. Trois frères originaires de la commune sont morts pendant ce conflit : outre Pierre Rocher, déjà cité, ses frères Alfred et François Rocher, tous les trois fils de Pierre et Jeanne Marie Monnerie ; parmi eux 2 sont morts en Belgique (François Chesnais dès le 22 août 1914 à Rossignol et Eugène Riaudel à Oostvleteren le 26 octobre 1917) ; les autres sont morts sur le sol français (dont Julien Monnier et Pierre Rocher, décorés tous les deux à la fois de la Médaille militaire et de la Croix de guerre) et Joseph Boucherie, Aimé Guérin et Francis Lecoq, décorés tous les trois de la Médaille militaire) ; Jean-Marie Monnier, vicaire à Dourdan, est mort au champ d'honneur aux environs d'Arras en 1915.

#### L'Entre-deux-guerres

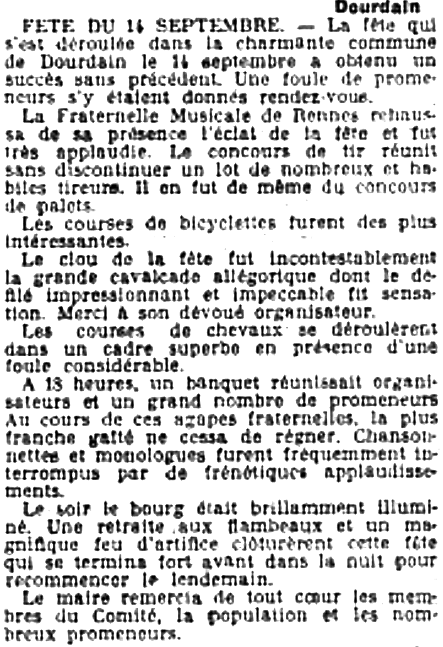
Dourdain : la fête locale du 14 septembre 1924.

Une fête des poilus fut organisée à Dourdain le 5 septembre 1920 : elle fut marquée par l'inauguration du monument aux morts (il a la forme d'un obélisque), suivi d'un grand banquet et d'une fête avec défilé de chars et, le soir, d'une retraite aux flambeaux et d'un feu d'artifice. Le retour du corps de l'abbé Rocher, originaire de Dourdain, mort pour la France à Chaumont le 16 avril 1915 fut l'occasion en décembre 1922 lors de ses obsèques solennelles devant une nombreuse assistance et de discours patriotiques.
Lors des élections municipales de 1935 la liste du maire sortant, Regnault, est réélue en entier (la tête de liste obtenant 186 voix), les membres de la liste d'opposition dirigée par M. Cochet, obtenant au mieux 88 voix.
Des entreprises artisanales (scierie, usine de meuble, fabriques de chaises et de paniers), ainsi qu'une usine fabricant des tarares, existaient à Dourdain avant la Seconde Guerre mondiale.

#### La Seconde Guerre mondiale
Le monument aux morts de Dourdain porte les noms de 2 personnes (F. Betton et J. Rabault) mortes pour la France pendant la Seconde Guerre mondiale.

#### L'après Seconde Guerre mondiale
En avril 1949, l'une des toutes premières CUMA de France, dénommée L'entraide paysanne de Dourdain fut créée de fait (la création officielle datant de 1952) par sept agriculteurs de la commune, dont Paul Havard, un jaciste, est le principal animateur. En 1958, Paul Havard devint le délégué de la Fédération nationale des CUMA pour les régions Bretagne, Basse-Normandie et Pays de la Loire

### LeXXIesiècle
Le 3 mars 2025 Isabelle Courtigné, ancienne maire de Dourdain et conseillère départementale d'Ille-et-Vilaine, a été reconnue coupable de non-déclaration de sa situation patrimoniale à la Haute autorité pour la transparence de la vie publique (HATVP) par le tribunal correctionnel de Rennes, mais dispensée d'inéligibilité en raison de son état de santé.

## Politique et administration

### Rattachements administratifs et électoraux

#### Rattachements administratifs
La commune se trouve depuis 1926 dans l'arrondissement de Rennes du département d'Ille-et-Vilaine.
Elle faisait partie depuis 1801 du canton de Liffré. Dans le cadre du redécoupage cantonal de 2014 en France, cette circonscription administrative territoriale a disparu, et le canton n'est plus qu'une circonscription électorale.

#### Rattachements électoraux
Pour les élections départementales, la commune fait partie depuis 2014 d'un nouveau canton de Liffré porté de 8 à 9 communes.
Pour l'élection des députés, elle fait partie de la deuxième circonscription d'Ille-et-Vilaine.

### Intercommunalité
Dourdain est membre de la communauté de communes dénommée Liffré-Cormier Communauté, un établissement public de coopération intercommunale (EPCI) à fiscalité propre créé en 2000 et auquel la commune a transféré un certain nombre de ses compétences, dans les conditions déterminées par le code général des collectivités territoriales.

### Liste des maires
| Période                                  | Période                   | Identité                         | Étiquette   | Qualité |
| ---------------------------------------- | ------------------------- | -------------------------------- | ----------- | --- |
| Les données manquantes sont à compléter. |                           |                                  |             | |
| 1793                                     | 1798                      | Julien Michel Martin             |             | Officier public. Recteur de Dourdain. |
| 1798                                     | 1807                      | René Joseph de La Haye           |             | Sieur de la Bellangerie. Président de l'administration municipale, puis maire (Les actes d'état civil sont signés par Julien Fontaine, adjoint).                                                                  |
| 1808                                     | 1813                      | Ruel                             |             | |
| 1813                                     | 1815                      | Paul de la Celle de Châteaubourg |             | Comte de Châteaubourg. Capitaine au régiment de Condé-infanterie. |
| 1815                                     | 1820                      | Rolandin                         |             | |
| 1820                                     | 1826                      | François Gieu                    |             | Propriétaire, cultivateur et vannier. |
| 1826                                     | 1830                      | Jean Desbain                     |             | Cultivateur à La Charpronnais en Dourdain. |
| 1830                                     | 1831                      | Michel Ory                       |             | Vannier. |
| 1831                                     | 1832                      | Joseph Ménager                   |             | Cultivateur. |
| 1832                                     | 1839                      | Pierre Rolandin                  |             | Cultivateur. |
| 1839                                     | 1843                      | Louis Truffaut                   |             | |
| 1843                                     | 1847                      | Paul de la Celle de Châteaubourg |             | Lieutenant de louveterie. Chevalier de l'Ordre royal de la Légion d'honneur. Fils de Paul de la Celle de Chateaubourg, maire entre 1813 et 1815                                                                   |
| 1848                                     | 1852                      | Joseph Mallecot                  |             | Cultivateur. |
| 1852                                     | 1885                      | Jean Joseph Chevrel              |             | Propriétaire. Chevalier de la Légion d'honneur. |
| 1885                                     | 1900                      | Jean Marie Chevrel               |             | Fils de Jean Joseph Chevrel, maire précédent. |
| 1900                                     | 1905                      | Hippolyte Regnault               | Républicain | Beau-frère de Jean Marie Chevrel, maire précédent. Élu, victorieux de Fresnel, candidat conservateur. |
| 1905                                     | 1912                      | Jean Marie Beaulieu              |             | Hongreur. |
| mai 1912                                 | 11 juin 1967              | Jean-Marie Régnault,             | SFIO        | Maire honoraire Chevalier de la Légion d'honneur Démissionnaire pour raison de santé |
| 11 juin 1967                             | mars 1977                 | Paul Maillard                    |             | |
| mars 1977                                | mars 1983                 | Albert Neveu                     |             | |
| mars 1983                                | mars 2001                 | Jean Deguillard                  |             | Agriculteur |
| mars 2001                                | 3 juillet 2020            | Gérard Ory                       | DVG         | Artisan peintre retraité Vice-président de la CC du Pays de Liffré |
| 3 juillet 2020                           | 31 janvier 2023           | Isabelle Courtigné               | PS          | Première adjointe au maire (2014 → 2016) Conseillère départementale de Liffré (2015 → ) Vice-présidente de Liffré-Cormier Communauté (2014 → 2020) Démissionnaire après un an d'absence des instances municipales |
| 21 mai 2023                              | En cours (au 7 mars 2024) | Michel Maillard                  |             | Agriculteur Premier adjoint au maire (2016 → 2020) Conseiller délégué de Liffré-Cormier Communauté |

## Population et société

### Démographie

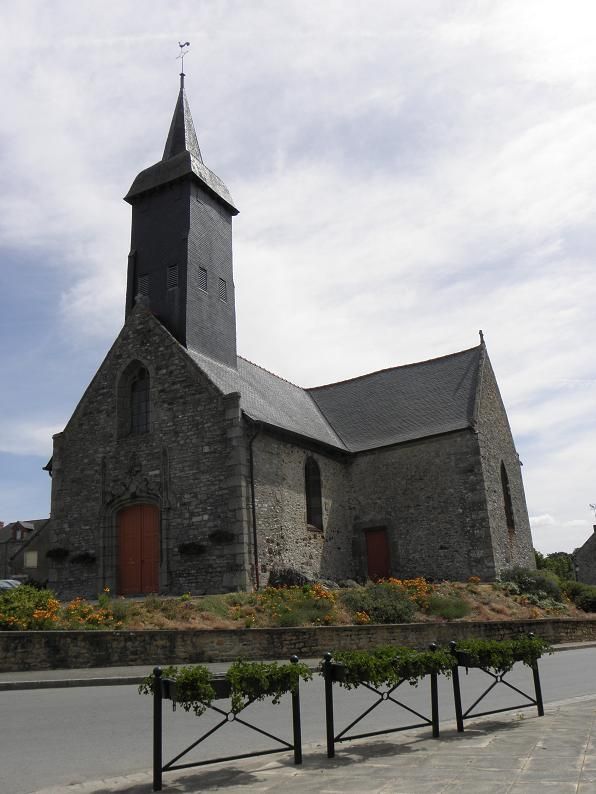
L'église Saint-Pierre.

L'évolution du nombre d'habitants est connue à travers les recensements de la population effectués dans la commune depuis 1793. Pour les communes de moins de 10 000 habitants, une enquête de recensement portant sur toute la population est réalisée tous les cinq ans, les populations de référence des années intermédiaires étant quant à elles estimées par interpolation ou extrapolation. Pour la commune, le premier recensement exhaustif entrant dans le cadre du nouveau dispositif a été réalisé en 2005.

En 2022, la commune comptait 1 225 habitants, en évolution de +5,88 % par rapport à 2016 (Ille-et-Vilaine : +5,46 %, France hors Mayotte : +2,11 %).
| 1793 | 1800 | 1806 | 1821  | 1831  | 1836  | 1841  | 1846  | 1851 |
| ---- | ---- | ---- | ----- | ----- | ----- | ----- | ----- | ---- |
| 868  | 828  | 854  | 1 056 | 1 018 | 1 025 | 1 040 | 1 011 | 997  |

| 1856 | 1861 | 1866  | 1872 | 1876 | 1881 | 1886 | 1891 | 1896 |
| ---- | ---- | ----- | ---- | ---- | ---- | ---- | ---- | ---- |
| 964  | 989  | 1 001 | 954  | 950  | 962  | 926  | 950  | 900  |

| 1901 | 1906 | 1911 | 1921 | 1926 | 1931 | 1936 | 1946 | 1954 |
| ---- | ---- | ---- | ---- | ---- | ---- | ---- | ---- | ---- |
| 845  | 870  | 882  | 810  | 842  | 807  | 805  | 765  | 735  |

| 1962 | 1968 | 1975 | 1982 | 1990 | 1999 | 2005 | 2006 | 2010  |
| ---- | ---- | ---- | ---- | ---- | ---- | ---- | ---- | ----- |
| 702  | 680  | 588  | 560  | 594  | 706  | 902  | 927  | 1 046 |

| 2015  | 2020  | 2022  | - | - | - | - | - | - |
| ----- | ----- | ----- | - | - | - | - | - | - |
| 1 148 | 1 212 | 1 225 | - | - | - | - | - | - |

En 2017, Dourdain était, selon l'INSEE, la commune d'Ille-et-Vilaine où les retraités avaient le plus faible revenu imposable (15 465 euros).[réf. nécessaire]

## Culture locale et patrimoine

### Lieux et monuments
La commune ne compte aucun monument historique mais deux monuments inventoriés :
- la chapelle de la Giolais, datant de 1743 et dédiée à Notre-Dame de toutes Aides et Notre-Dame des Sept Douleurs, est une chapelle frairienne[79] ; de forme rectangulaire et à chevet plat, surmontée d'un clocheton, elle a été restaurée au XIXe siècle, avec l'ajout notamment de petites ouvertures entourées de briques. Une croix monumentale en granite avec un fût octogonal placé sur un emmarchement se trouve à proximité[80].

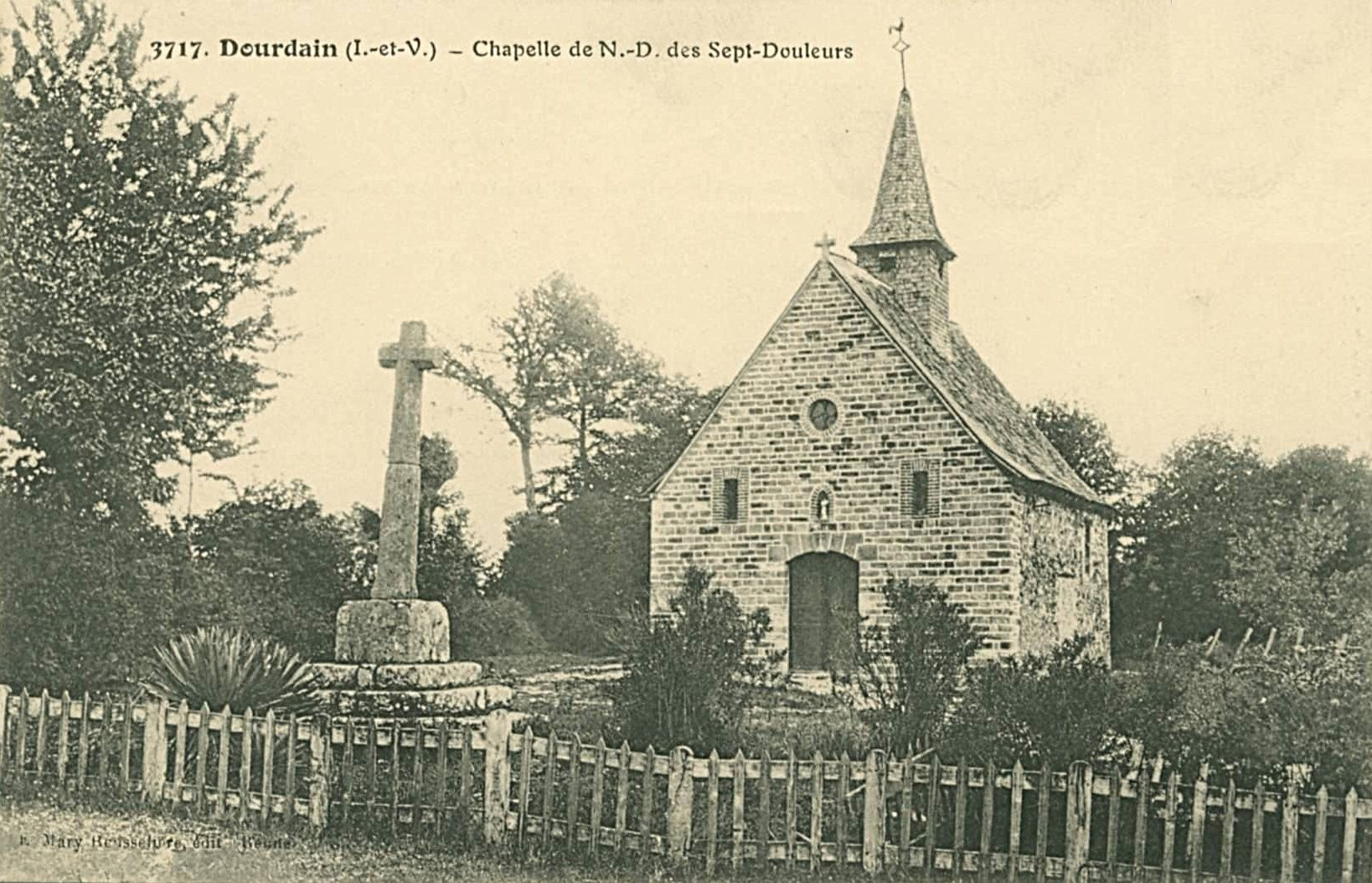
La chapelle Notre-Dame des Sept-Douleurs au début du XXe siècle (carte postale)

- l'église paroissiale Saint-Pierre date des XVe et XVIe siècles, et a subi des remaniements réguliers depuis cette époque. Elle porte les armes de la famille Montbourcher. Elle possède un chandelier pascal en bois polychrome datant de 1551, qui est orné de deux écussons dont l'un porte cette date et l'autre les armes des Montbourcher et un groupe sculpté du XVe siècle (L'Adoration du Mage)[81]), ainsi qu'une bannière de procession en soie et broderies d'or et d'argent, datant du début du XXe siècle avec une représentation sur l'avers de l'Immaculée Conception et sur le revers de sainte Anne et de la Vierge[82]. Une croix monumentale commémorant un jubilé a été érigée sur la place de l'église en 1851[83] ;

Les vitraux de l'église Saint-Pierre (ils datent de 1882-1884)
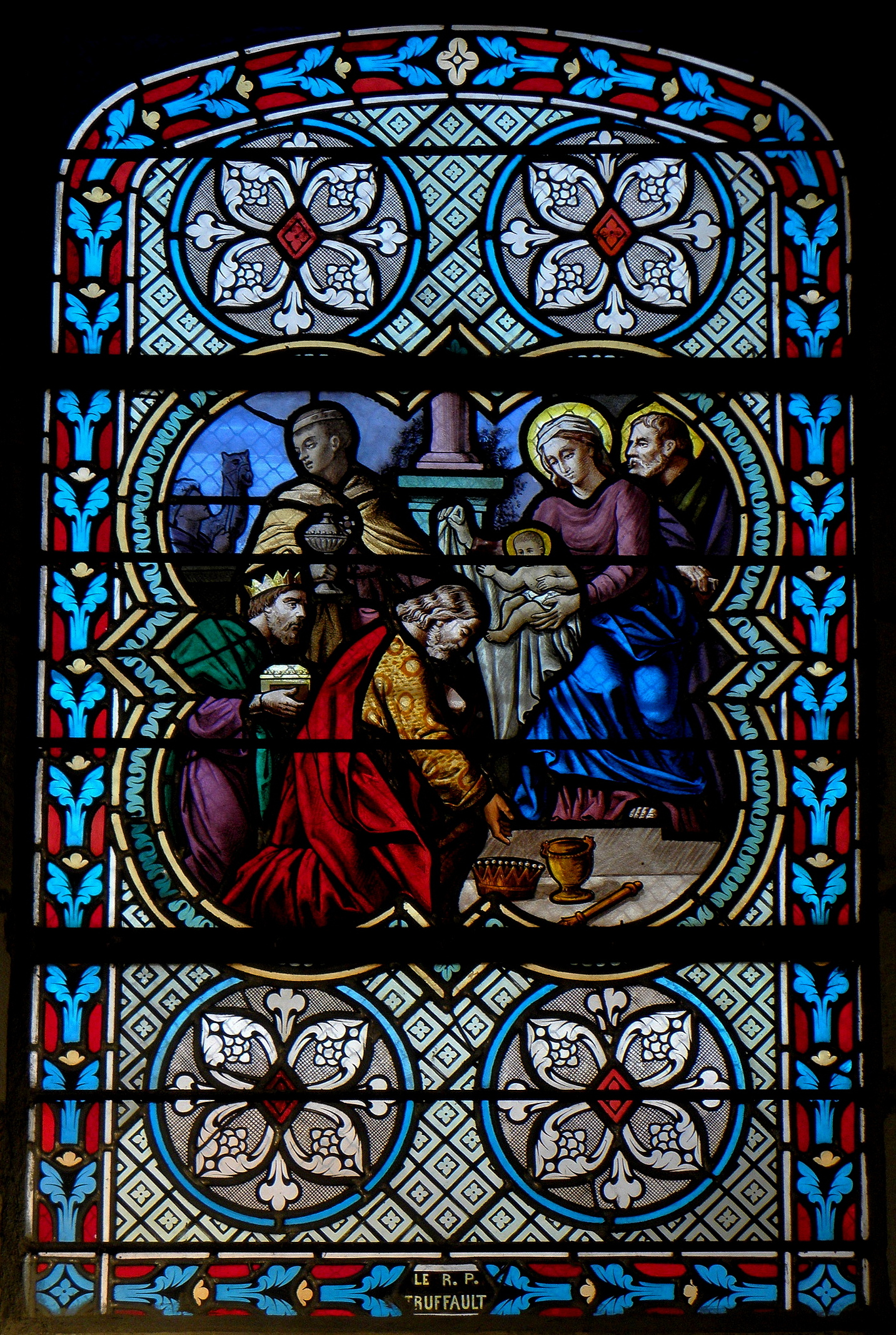
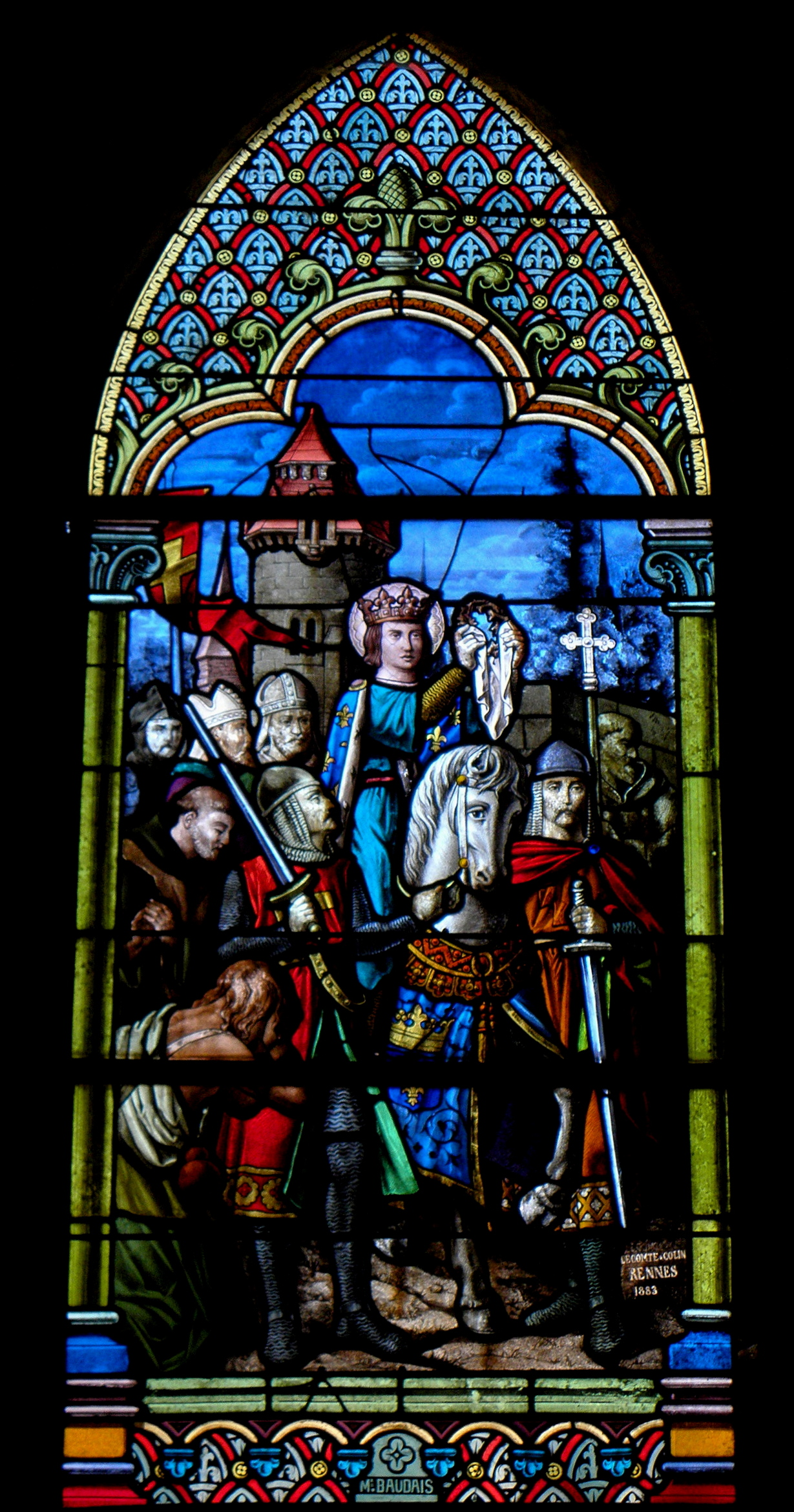
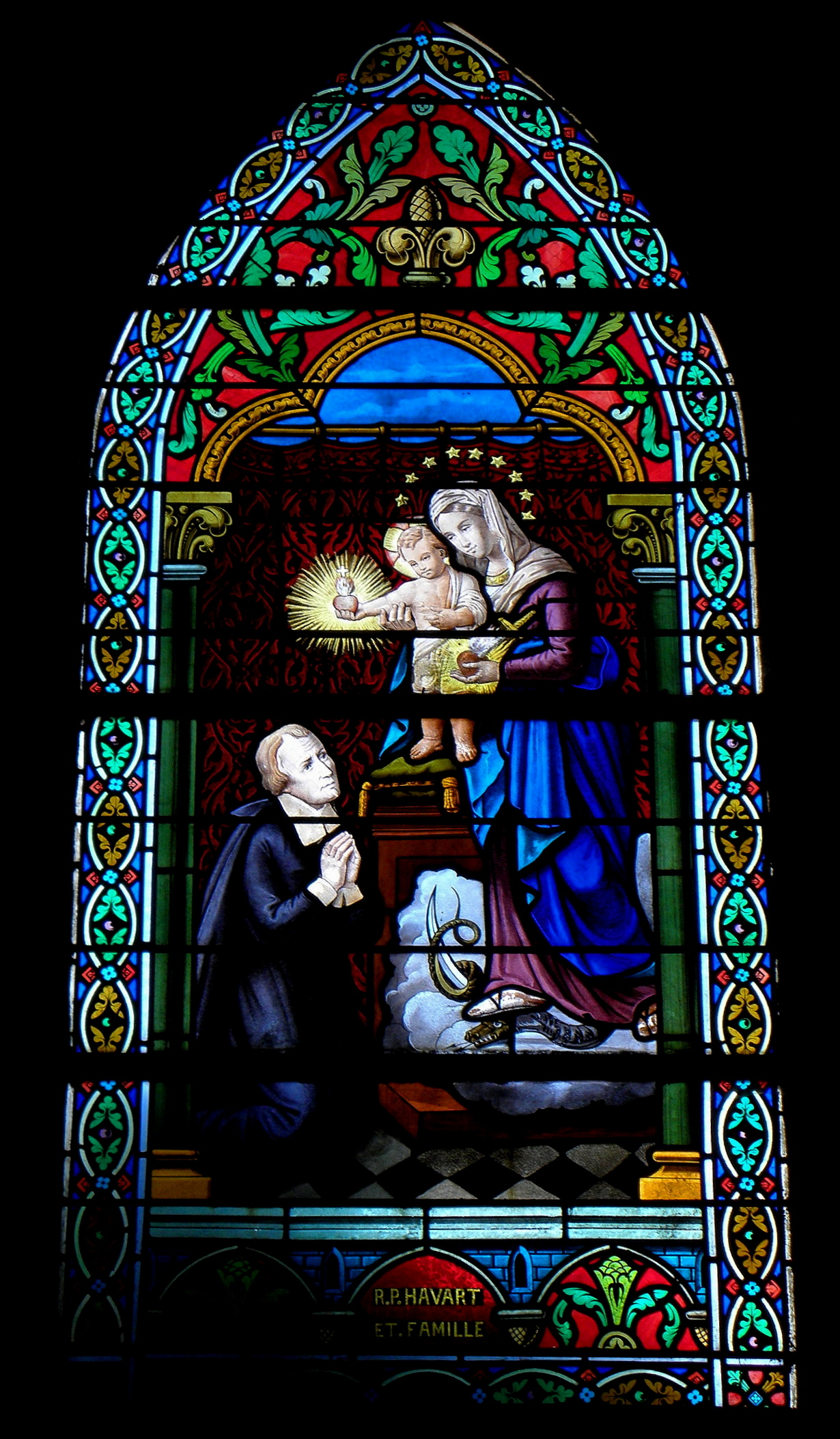
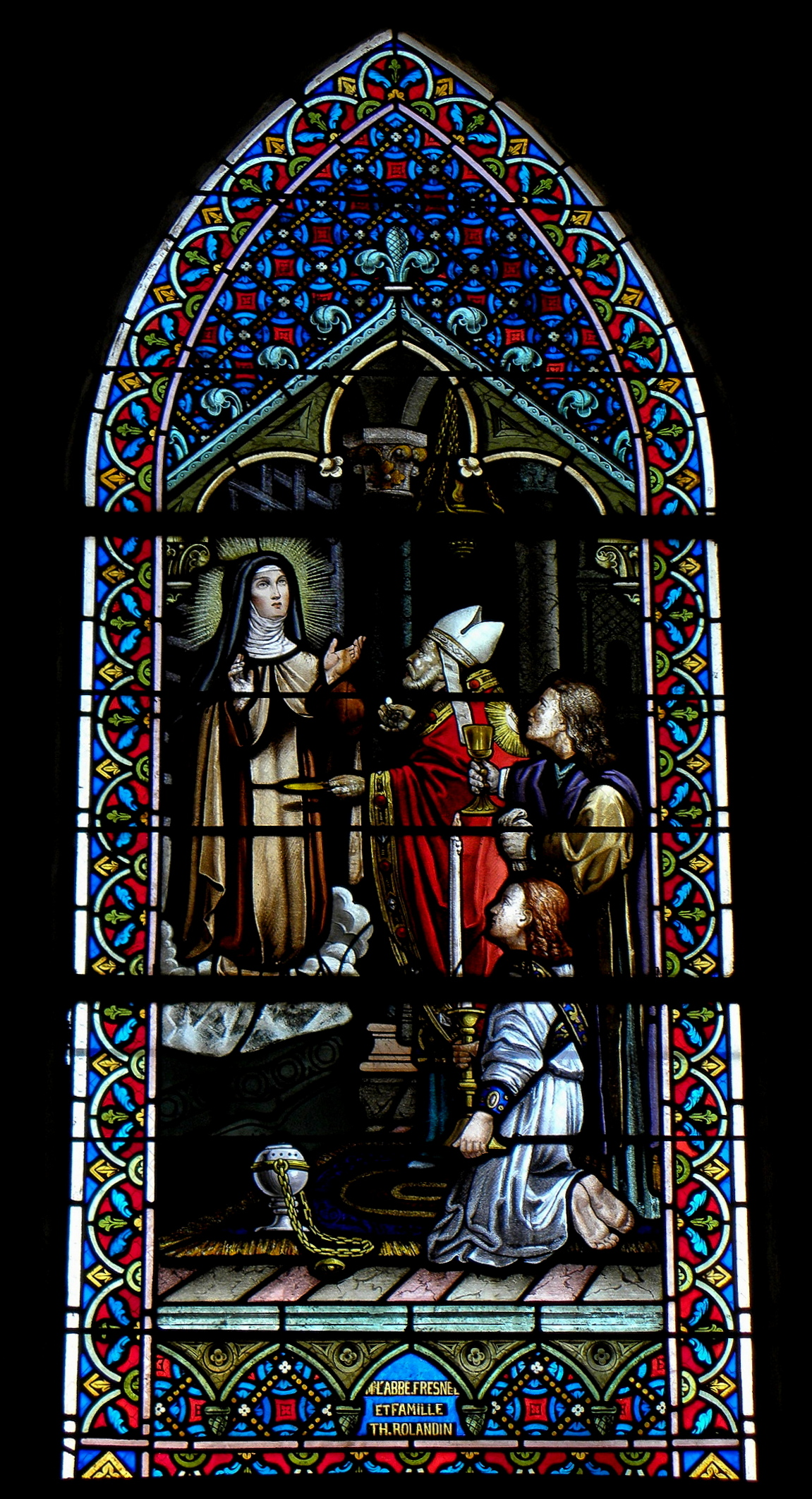
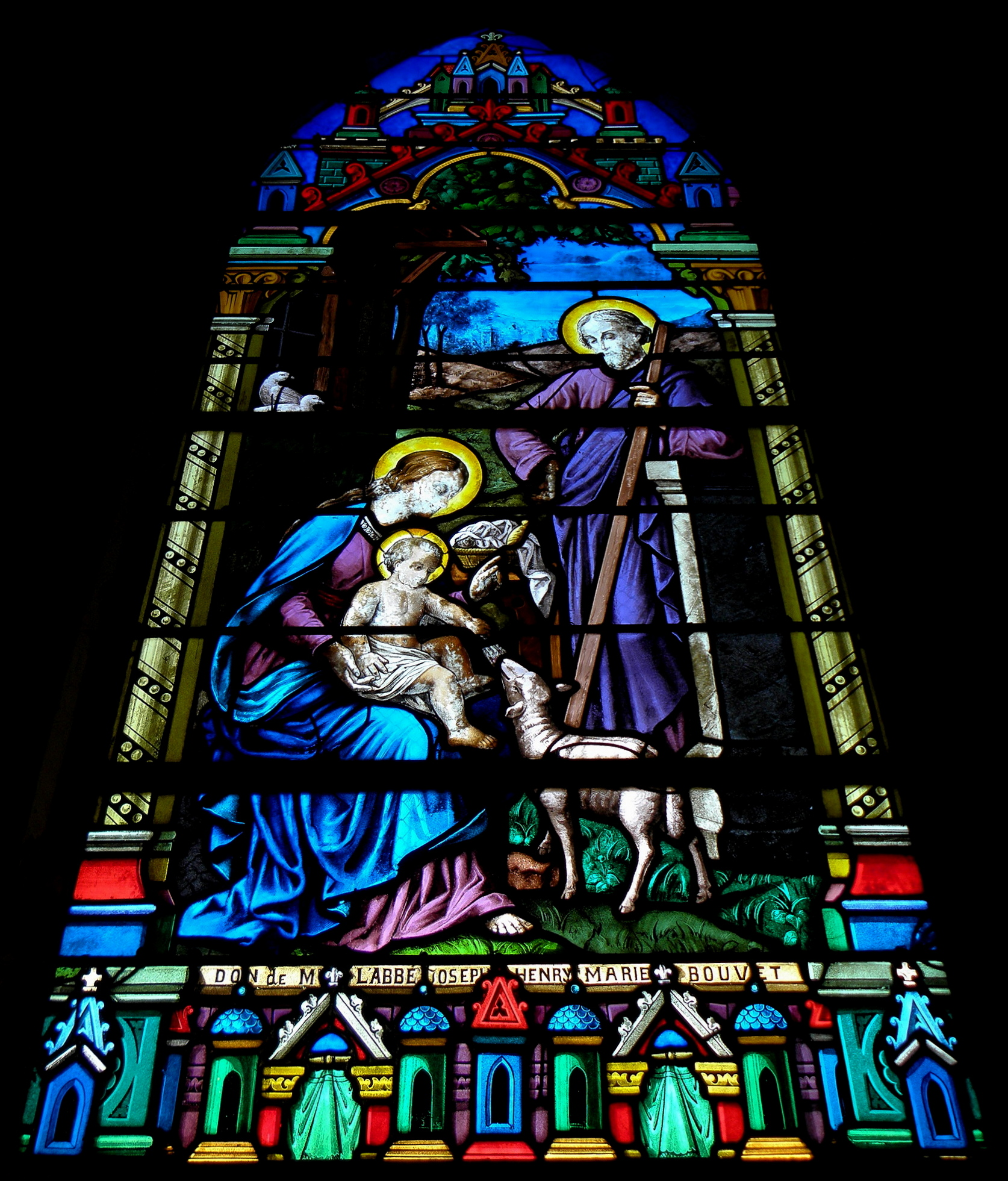
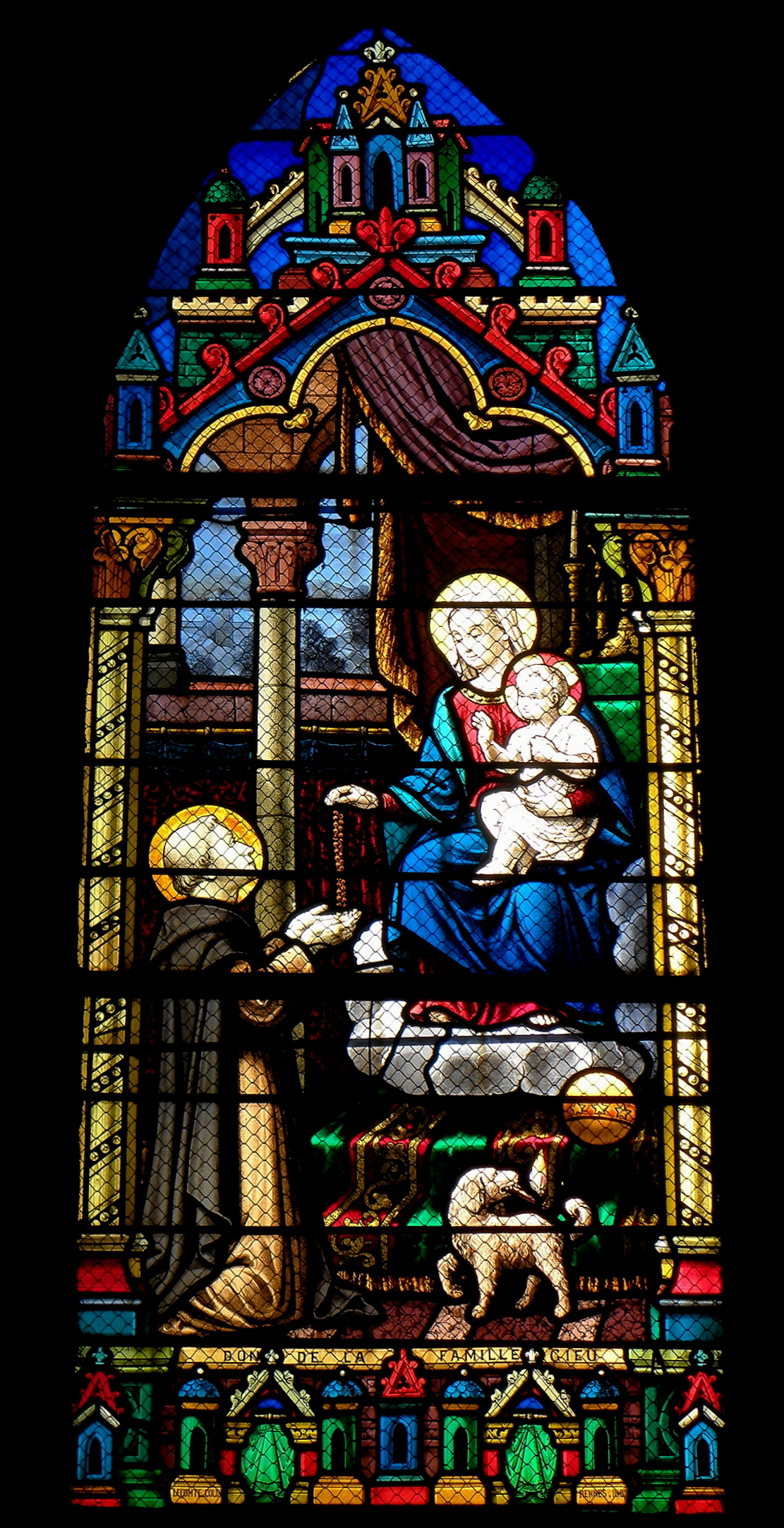
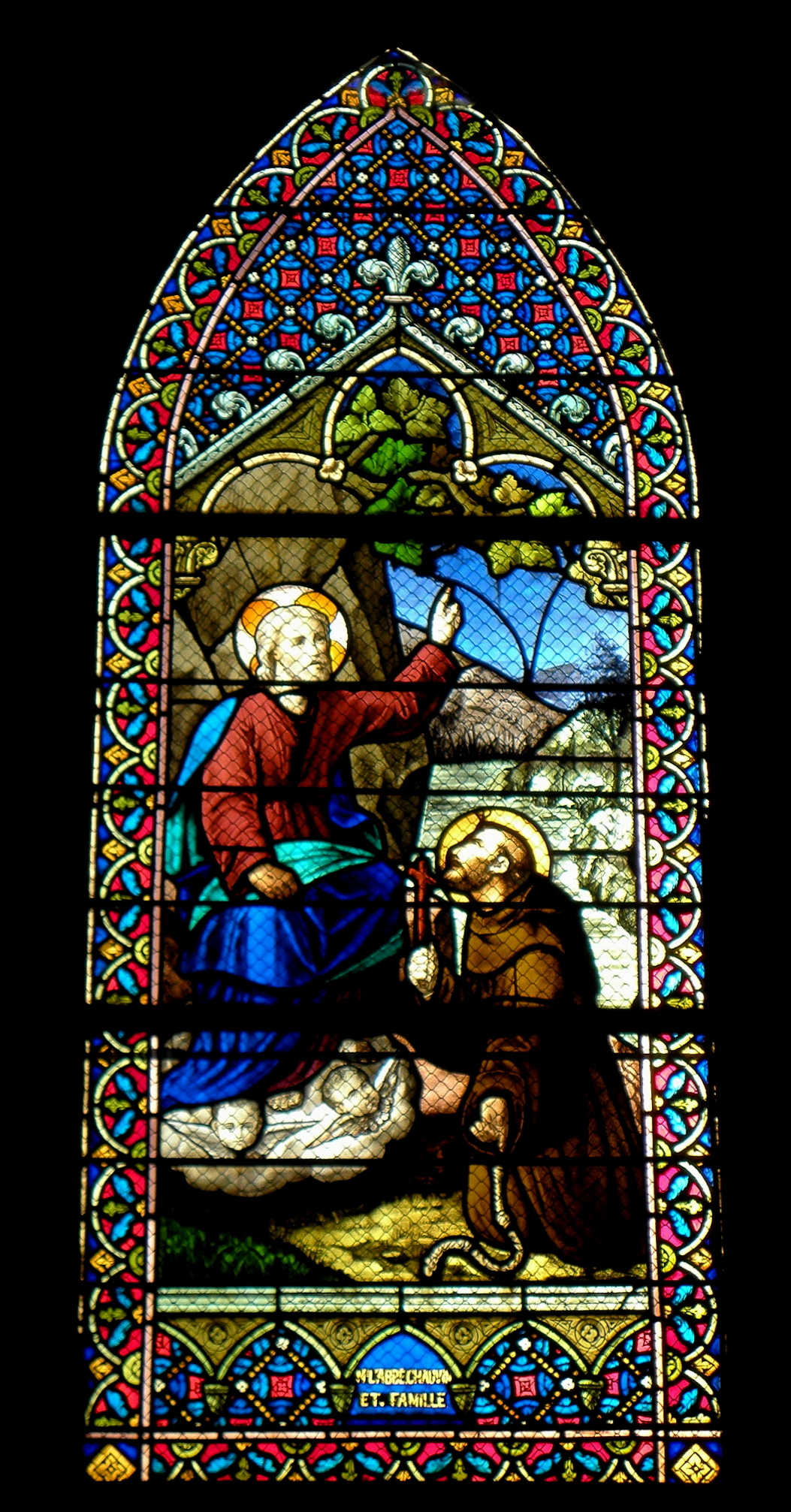
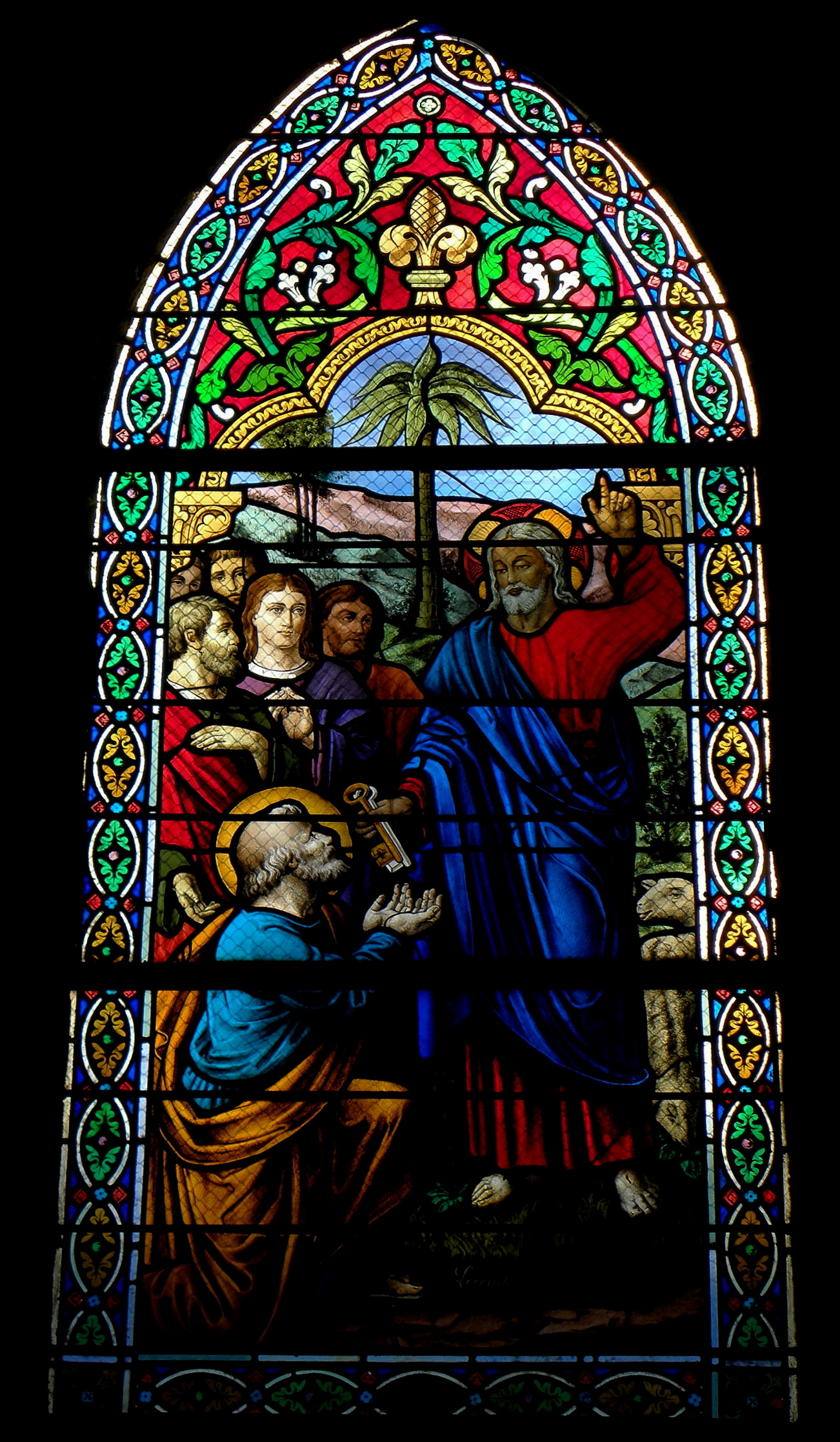
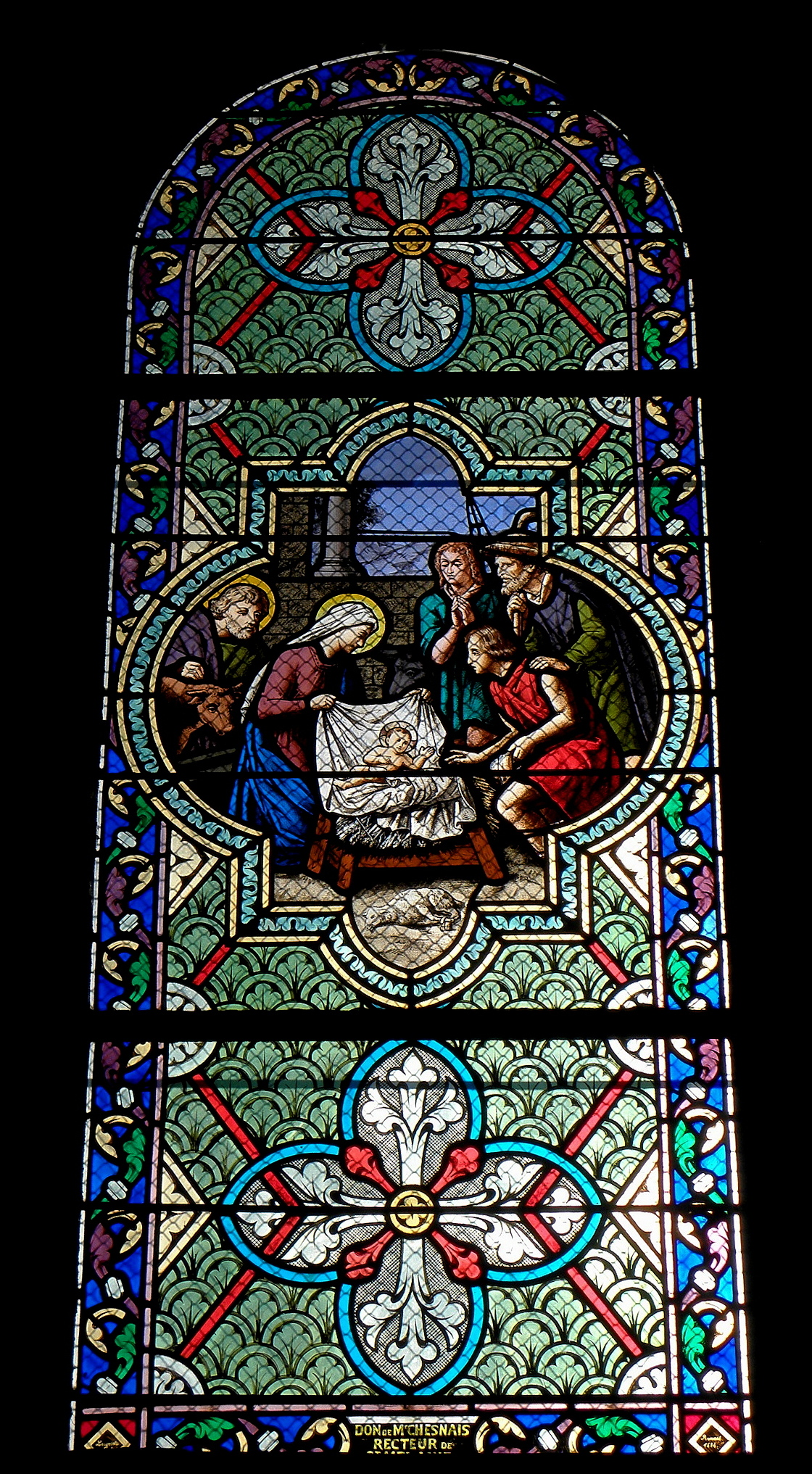

- L'ancien presbytère date en partie du XVIIe siècle, mais a été fortement remanié depuis et, au XXe siècle, transformé en appartements. Une grande dîmière, perpendiculaire au corps du bâtiment principal, mentionnée au XVIIIe siècle, est conservée[84].
- Le Plessis-Pillet : le pavillon d'entrée du XVIe siècle avec son portail et son portillon en plein cintre accompagné d'une gerbière de style Renaissance est tout ce qui reste de l'ancien château; l'ancienne motte féodale et la chapelle ont aussi été détruits. Le château existait encore au début du XXe siècle ; il était flanqué de deux tourelles ; sa partie droite était très ancienne, sa partie gauche, plus basse, datait du XVIIe siècle[30]. La ferme située à son emplacement est une reconstruction de la 2e moitié du XIXe siècle, mais conserve des vestiges datant de la fin du XVIe siècle ou du début du XVIIe siècle[85].

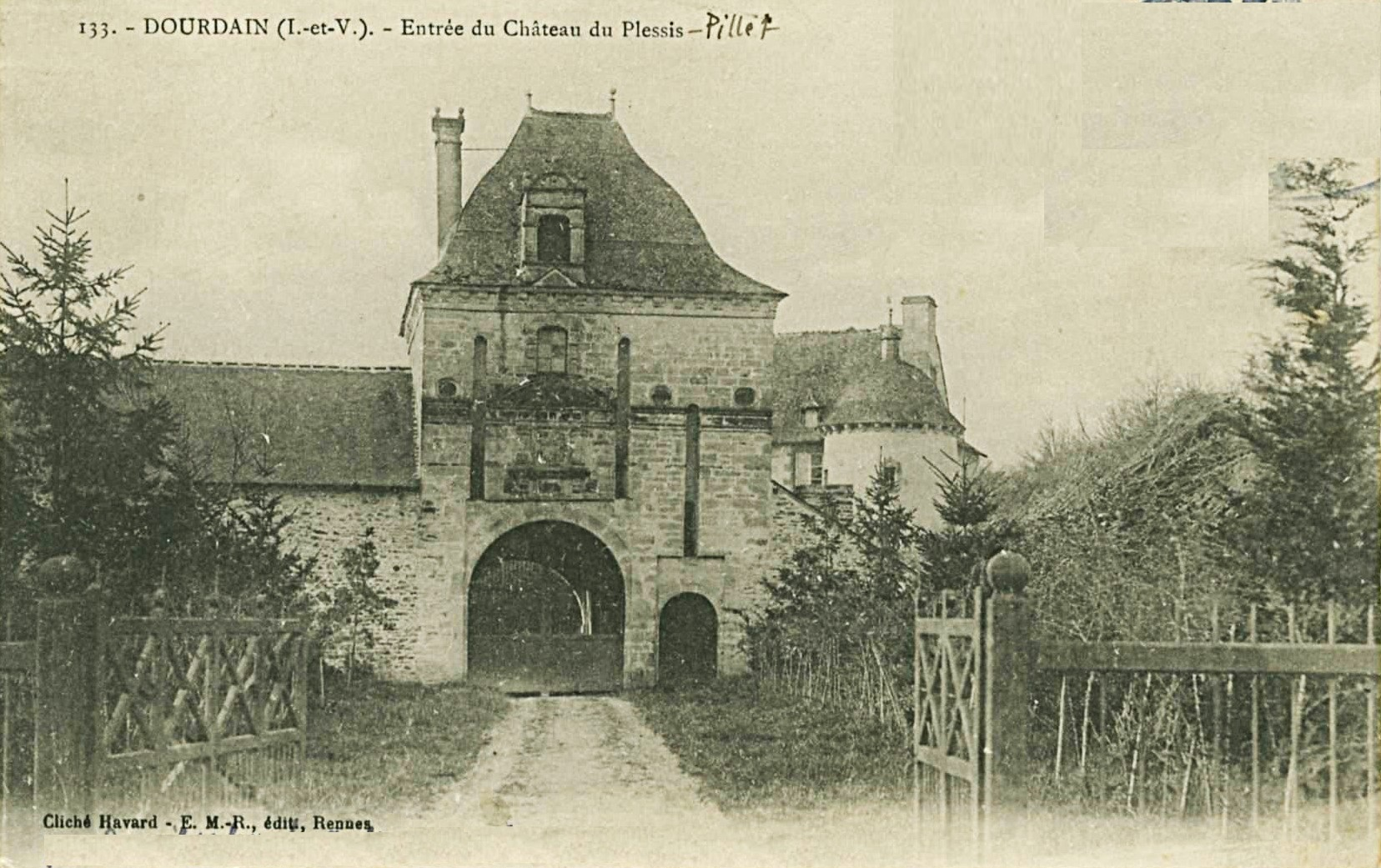
L'entrée du château du Plessis-Pillet au début du XXe siècle (carte postale).
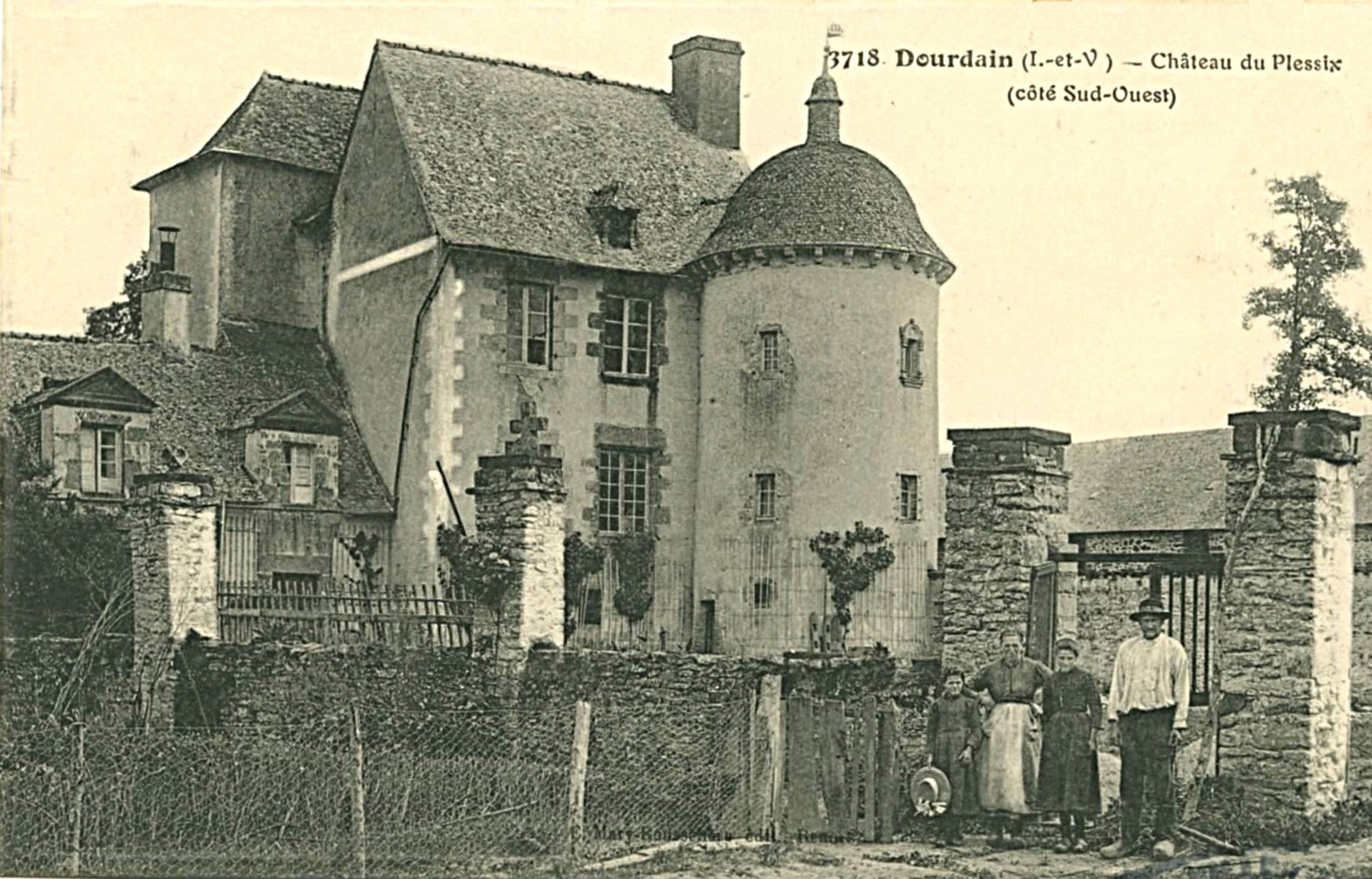
Le château du Plessis-Pillet au début du XXe siècle (carte postale).
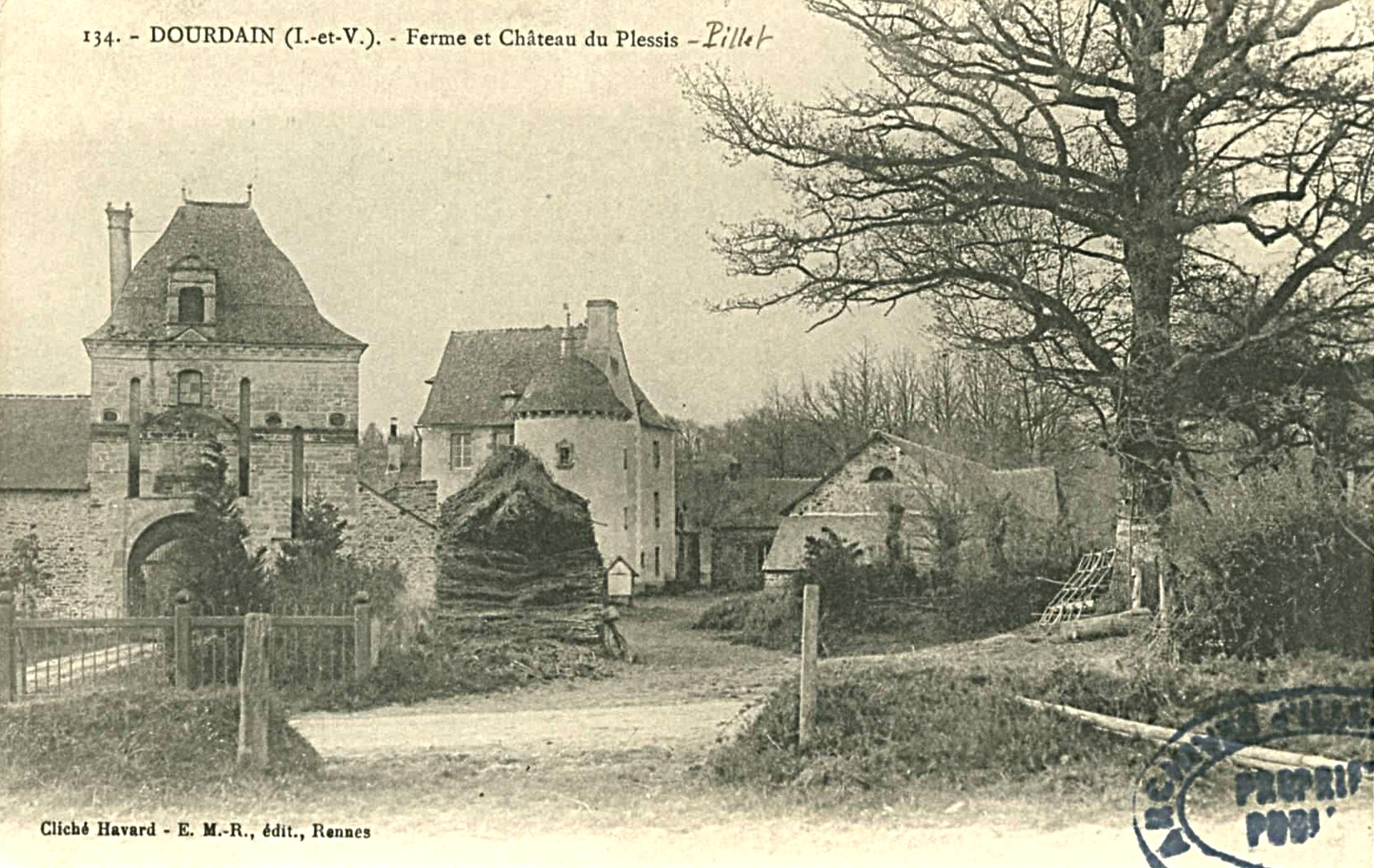
La ferme et le château du Plessis-Pillet au début du XXe siècle (carte postale).

On peut également signaler : 
- Le lavoir de Dourdain[86].
- Le monument aux morts.
- De nombreux écarts, maisons et fermes présentent un intérêt patrimonial, notamment un logis de ferme daté 1627 à la Cormerais et une maison de prêtre datée 1700 à la Chaperonnais[87].

### Conte
- Les garçons forts (conte raconté par Jean Bouchery, de Dourdain, retranscrit par Paul Sébillot en 1892 et publié dans son livre "Contes de la Haute-Bretagne")[88].

### Personnalités liées à la commune
- saint Guillaume Firmat (1026-1103) : le journal La Croix écrit en 1890 qu'on voit encore à Dourdain une fontaine portant son nom « qu'il fit jaillir en plantant son bâton en terre »[89].
- Gilles Fournel (1931-1981), poète et ancien instituteur ayant exercé à Dourdain.

## Pour approfondir

### Archives
- Seigneurie du Bordage - Concerne Chasné-sur-Illet, Ercé-près-Liffré, Dourdain, Gosné, La Bouëxière, Mézières, Saint-Aubin d'Aubigné, 17 J 43 à 17 J 110 > Fonds de la Magnane, (17 J), Archives I&V.